# فهرست کوه‌های استان اصفهان (۴)
فهرست کوه‌های استان اصفهان (۴)، فهرستی دارای نام‌ها و مختصات کوه‌های شهرستان‌های آران و بیدگل، نطنز و اردستان استان اصفهان ایران است، که از پایگاه ملی نام‌های جغرافیایی ایران در خرداد ۱۳۹۷ دریافت شده‌اند.
| نام                       | مختصات                                                    | ارتفاع | منبع |
| ------------------------- | --------------------------------------------------------- | ------ | ---- |
| آب باریک                  | ۳۴°۱۹′۴۱″شمالی ۵۲°۱۰′۵۱″شرقی / ۳۴٫۳۲۸۰°شمالی ۵۲٫۱۸۰۸°شرقی |        | ۲۰۴۶ |
| آب باریک                  | ۳۴°۱۹′۰۸″شمالی ۵۲°۰۸′۳۰″شرقی / ۳۴٫۳۱۹۰°شمالی ۵۲٫۱۴۱۸°شرقی |        | ۲۰۴۷ |
| آلتما                     | ۳۴°۰۲′۳۶″شمالی ۵۲°۰۹′۵۴″شرقی / ۳۴٫۰۴۳۳°شمالی ۵۲٫۱۶۵۰°شرقی |        | ۲۰۴۸ |
| انجیلک                    | ۳۴°۰۲′۳۲″شمالی ۵۲°۱۰′۲۲″شرقی / ۳۴٫۰۴۲۱°شمالی ۵۲٫۱۷۲۹°شرقی |        | ۲۰۴۹ |
| باباخان                   | ۳۴°۰۰′۲۱″شمالی ۵۲°۰۳′۲۳″شرقی / ۳۴٫۰۰۵۸°شمالی ۵۲٫۰۵۶۵°شرقی |        | ۲۰۵۰ |
| باباخان                   | ۳۴°۰۰′۲۷″شمالی ۵۲°۰۲′۳۷″شرقی / ۳۴٫۰۰۷۴°شمالی ۵۲٫۰۴۳۶°شرقی |        | ۲۰۵۱ |
| بادام جاره                | ۳۴°۰۱′۵۸″شمالی ۵۲°۱۰′۴۲″شرقی / ۳۴٫۰۳۲۹°شمالی ۵۲٫۱۷۸۲°شرقی |        | ۲۰۵۲ |
| بنداکبری                  | ۳۴°۰۰′۰۰″شمالی ۵۲°۰۲′۱۴″شرقی / ۳۳٫۹۹۹۹°شمالی ۵۲٫۰۳۷۲°شرقی |        | ۲۰۵۳ |
| بندخاکیه                  | ۳۴°۰۱′۱۸″شمالی ۵۲°۰۷′۳۳″شرقی / ۳۴٫۰۲۱۷°شمالی ۵۲٫۱۲۵۸°شرقی |        | ۲۰۵۴ |
| بندسیاه                   | ۳۴°۰۵′۵۱″شمالی ۵۲°۱۸′۴۸″شرقی / ۳۴٫۰۹۷۵°شمالی ۵۲٫۳۱۳۳°شرقی |        | ۲۰۵۵ |
| بندعلی کله                | ۳۴°۰۲′۳۴″شمالی ۵۲°۱۴′۲۹″شرقی / ۳۴٫۰۴۲۷°شمالی ۵۲٫۲۴۱۴°شرقی |        | ۲۰۵۶ |
| بندعلی نظر                | ۳۴°۰۱′۳۶″شمالی ۵۲°۰۷′۲۹″شرقی / ۳۴٫۰۲۶۸°شمالی ۵۲٫۱۲۴۸°شرقی |        | ۲۰۵۷ |
| بندعلی نظر                | ۳۴°۰۱′۴۰″شمالی ۵۲°۰۷′۰۳″شرقی / ۳۴٫۰۲۷۹°شمالی ۵۲٫۱۱۷۵°شرقی |        | ۲۰۵۸ |
| بندعیلاقیه                | ۳۴°۰۰′۳۹″شمالی ۵۲°۱۰′۱۷″شرقی / ۳۴٫۰۱۰۷°شمالی ۵۲٫۱۷۱۵°شرقی |        | ۲۰۵۹ |
| بندکاکابرار               | ۳۴°۰۱′۱۲″شمالی ۵۲°۰۸′۲۶″شرقی / ۳۴٫۰۲۰۰°شمالی ۵۲٫۱۴۰۵°شرقی |        | ۲۰۶۰ |
| بندمیجی یه                | ۳۴°۰۱′۵۱″شمالی ۵۲°۰۵′۰۲″شرقی / ۳۴٫۰۳۰۹°شمالی ۵۲٫۰۸۳۸°شرقی |        | ۲۰۶۱ |
| بیشجه                     | ۳۴°۰۰′۳۲″شمالی ۵۲°۱۲′۲۳″شرقی / ۳۴٫۰۰۸۹°شمالی ۵۲٫۲۰۶۵°شرقی |        | ۲۰۶۲ |
| پاچه نوه                  | ۳۴°۰۴′۵۱″شمالی ۵۲°۰۹′۲۲″شرقی / ۳۴٫۰۸۰۷°شمالی ۵۲٫۱۵۶۰°شرقی |        | ۲۰۶۳ |
| پازیناب                   | ۳۴°۰۲′۵۸″شمالی ۵۲°۰۸′۱۳″شرقی / ۳۴٫۰۴۹۴°شمالی ۵۲٫۱۳۷۰°شرقی |        | ۲۰۶۴ |
| پاقله                     | ۳۴°۰۰′۴۰″شمالی ۵۲°۰۰′۵۳″شرقی / ۳۴٫۰۱۱۲°شمالی ۵۲٫۰۱۴۶°شرقی |        | ۲۰۶۵ |
| پردزدی                    | ۳۴°۰۴′۴۰″شمالی ۵۲°۰۶′۲۶″شرقی / ۳۴٫۰۷۷۷°شمالی ۵۲٫۱۰۷۲°شرقی |        | ۲۰۶۶ |
| پوزه ترکمنی               | ۳۴°۲۳′۵۴″شمالی ۵۲°۱۲′۵۶″شرقی / ۳۴٫۳۹۸۳°شمالی ۵۲٫۲۱۵۵°شرقی |        | ۲۰۶۷ |
| پی جیجاره                 | ۳۴°۰۲′۴۸″شمالی ۵۲°۰۹′۰۳″شرقی / ۳۴٫۰۴۶۶°شمالی ۵۲٫۱۵۰۹°شرقی |        | ۲۰۶۸ |
| تاس آبه                   | ۳۳°۵۶′۰۶″شمالی ۵۲°۲۰′۵۱″شرقی / ۳۳٫۹۳۵۰°شمالی ۵۲٫۳۴۷۴°شرقی |        | ۲۰۶۹ |
| تخت نعمت                  | ۳۳°۵۹′۱۷″شمالی ۵۲°۱۶′۳۴″شرقی / ۳۳٫۹۸۸۱°شمالی ۵۲٫۲۷۶۰°شرقی |        | ۲۰۷۰ |
| چاه زغالی                 | ۳۳°۵۸′۵۴″شمالی ۵۲°۰۸′۲۲″شرقی / ۳۳٫۹۸۱۷°شمالی ۵۲٫۱۳۹۵°شرقی |        | ۲۰۷۱ |
| چاه سرخ                   | ۳۳°۵۹′۱۲″شمالی ۵۲°۱۷′۳۲″شرقی / ۳۳٫۹۸۶۸°شمالی ۵۲٫۲۹۲۲°شرقی |        | ۲۰۷۲ |
| چاه شور                   | ۳۳°۵۶′۵۷″شمالی ۵۲°۲۱′۲۱″شرقی / ۳۳٫۹۴۹۳°شمالی ۵۲٫۳۵۵۹°شرقی |        | ۲۰۷۳ |
| چخماقیه                   | ۳۴°۲۴′۵۴″شمالی ۵۲°۲۴′۰۸″شرقی / ۳۴٫۴۱۵۰°شمالی ۵۲٫۴۰۲۲°شرقی |        | ۲۰۷۴ |
| چشمه بغله                 | ۳۴°۰۱′۵۶″شمالی ۵۱°۵۸′۳۱″شرقی / ۳۴٫۰۳۲۳°شمالی ۵۱٫۹۷۵۲°شرقی |        | ۲۰۷۵ |
| چشمه سرخه                 | ۳۴°۰۱′۲۵″شمالی ۵۲°۰۲′۰۰″شرقی / ۳۴٫۰۲۳۵°شمالی ۵۲٫۰۳۳۳°شرقی |        | ۲۰۷۶ |
| چشمه سفید                 | ۳۳°۵۹′۱۱″شمالی ۵۲°۰۲′۴۳″شرقی / ۳۳٫۹۸۶۵°شمالی ۵۲٫۰۴۵۴°شرقی |        | ۲۰۷۷ |
| چشمه میر                  | ۳۴°۰۵′۰۴″شمالی ۵۲°۰۳′۴۰″شرقی / ۳۴٫۰۸۴۴°شمالی ۵۲٫۰۶۱۲°شرقی |        | ۲۰۷۸ |
| حسین رمضان                | ۳۴°۰۵′۰۶″شمالی ۵۲°۱۱′۱۳″شرقی / ۳۴٫۰۸۵۰°شمالی ۵۲٫۱۸۷۰°شرقی |        | ۲۰۷۹ |
| حسین سلطان                | ۳۴°۰۱′۱۵″شمالی ۵۲°۰۵′۰۸″شرقی / ۳۴٫۰۲۰۷°شمالی ۵۲٫۰۸۵۵°شرقی |        | ۲۰۸۰ |
| خاله سفید                 | ۳۴°۰۵′۰۱″شمالی ۵۲°۱۰′۱۱″شرقی / ۳۴٫۰۸۳۶°شمالی ۵۲٫۱۶۹۸°شرقی |        | ۲۰۸۱ |
| خواجه علی                 | ۳۴°۰۴′۰۱″شمالی ۵۲°۰۰′۵۳″شرقی / ۳۴٫۰۶۷۰°شمالی ۵۲٫۰۱۴۷°شرقی |        | ۲۰۸۲ |
| دوکلنگی همرو              | ۳۴°۰۲′۵۵″شمالی ۵۱°۵۹′۰۴″شرقی / ۳۴٫۰۴۸۷°شمالی ۵۱٫۹۸۴۴°شرقی |        | ۲۰۸۳ |
| دیزوی آقاگل               | ۳۴°۰۴′۰۸″شمالی ۵۲°۰۸′۴۳″شرقی / ۳۴٫۰۶۸۹°شمالی ۵۲٫۱۴۵۲°شرقی |        | ۲۰۸۴ |
| ریزآب ملک صدرا            | ۳۴°۱۵′۲۰″شمالی ۵۲°۰۸′۵۱″شرقی / ۳۴٫۲۵۵۵°شمالی ۵۲٫۱۴۷۴°شرقی |        | ۲۰۸۵ |
| ریزه آقامحمد              | ۳۴°۰۲′۱۴″شمالی ۵۲°۰۷′۰۲″شرقی / ۳۴٫۰۳۷۱°شمالی ۵۲٫۱۱۷۳°شرقی |        | ۲۰۸۶ |
| زردپاقله                  | ۳۴°۰۲′۱۸″شمالی ۵۲°۰۰′۴۵″شرقی / ۳۴٫۰۳۸۲°شمالی ۵۲٫۰۱۲۴°شرقی |        | ۲۰۸۷ |
| زیرکالی                   | ۳۳°۵۹′۰۶″شمالی ۵۲°۱۳′۰۲″شرقی / ۳۳٫۹۸۵۰°شمالی ۵۲٫۲۱۷۱°شرقی |        | ۲۰۸۸ |
| سرخ آب باریک              | ۳۴°۱۹′۱۳″شمالی ۵۲°۱۳′۰۶″شرقی / ۳۴٫۳۲۰۲°شمالی ۵۲٫۲۱۸۲°شرقی |        | ۲۰۸۹ |
| سرگردان                   | ۳۴°۲۲′۴۸″شمالی ۵۱°۵۲′۴۲″شرقی / ۳۴٫۳۷۹۹°شمالی ۵۱٫۸۷۸۴°شرقی |        | ۲۰۹۰ |
| سرگردان                   | ۳۴°۲۳′۰۱″شمالی ۵۱°۵۱′۳۳″شرقی / ۳۴٫۳۸۳۶°شمالی ۵۱٫۸۵۹۲°شرقی |        | ۲۰۹۱ |
| سفیدآب                    | ۳۳°۵۹′۳۸″شمالی ۵۲°۱۱′۳۳″شرقی / ۳۳٫۹۹۴۰°شمالی ۵۲٫۱۹۲۶°شرقی |        | ۲۰۹۲ |
| سفیدآب                    | ۳۴°۱۹′۵۳″شمالی ۵۲°۱۲′۵۸″شرقی / ۳۴٫۳۳۱۴°شمالی ۵۲٫۲۱۶۱°شرقی |        | ۲۰۹۳ |
| سفیدآب                    | ۳۴°۲۰′۳۴″شمالی ۵۲°۱۵′۵۴″شرقی / ۳۴٫۳۴۲۷°شمالی ۵۲٫۲۶۵۱°شرقی |        | ۲۰۹۴ |
| شادی                      | ۳۴°۰۲′۳۱″شمالی ۵۲°۰۶′۲۲″شرقی / ۳۴٫۰۴۱۹°شمالی ۵۲٫۱۰۶۰°شرقی |        | ۲۰۹۵ |
| صحرای یخ                  | ۳۴°۰۳′۴۴″شمالی ۵۲°۱۱′۳۲″شرقی / ۳۴٫۰۶۲۱°شمالی ۵۲٫۱۹۲۲°شرقی |        | ۲۰۹۶ |
| طالبه                     | ۳۳°۵۹′۵۱″شمالی ۵۲°۰۵′۰۲″شرقی / ۳۳٫۹۹۷۴°شمالی ۵۲٫۰۸۳۹°شرقی |        | ۲۰۹۷ |
| غارکفتار                  | ۳۴°۰۴′۵۶″شمالی ۵۲°۰۰′۳۵″شرقی / ۳۴٫۰۸۲۲°شمالی ۵۲٫۰۰۹۸°شرقی |        | ۲۰۹۸ |
| قلک کوشکو                 | ۳۴°۰۵′۳۷″شمالی ۵۱°۵۹′۵۷″شرقی / ۳۴٫۰۹۳۵°شمالی ۵۱٫۹۹۹۲°شرقی |        | ۲۰۹۹ |
| قله نمد                   | ۳۴°۰۰′۲۰″شمالی ۵۲°۱۵′۰۱″شرقی / ۳۴٫۰۰۵۶°شمالی ۵۲٫۲۵۰۳°شرقی |        | ۲۱۰۰ |
| کبک                       | ۳۳°۵۸′۲۲″شمالی ۵۲°۱۳′۰۴″شرقی / ۳۳٫۹۷۲۷°شمالی ۵۲٫۲۱۷۹°شرقی |        | ۲۱۰۱ |
| کبک                       | ۳۴°۰۴′۵۷″شمالی ۵۲°۱۳′۱۵″شرقی / ۳۴٫۰۸۲۵°شمالی ۵۲٫۲۲۰۸°شرقی |        | ۲۱۰۲ |
| کبک                       | ۳۴°۰۴′۴۳″شمالی ۵۲°۱۵′۰۰″شرقی / ۳۴٫۰۷۸۶°شمالی ۵۲٫۲۵۰۰°شرقی |        | ۲۱۰۳ |
| کرشاهی                    | ۳۳°۵۸′۳۵″شمالی ۵۲°۰۷′۳۷″شرقی / ۳۳٫۹۷۶۴°شمالی ۵۲٫۱۲۷۰°شرقی |        | ۲۱۰۴ |
| کرشاهی                    | ۳۳°۵۹′۵۵″شمالی ۵۲°۰۶′۵۷″شرقی / ۳۳٫۹۹۸۷°شمالی ۵۲٫۱۱۵۷°شرقی |        | ۲۱۰۵ |
| کسقلیچ                    | ۳۴°۰۲′۴۰″شمالی ۵۲°۰۴′۵۳″شرقی / ۳۴٫۰۴۴۵°شمالی ۵۲٫۰۸۱۵°شرقی |        | ۲۱۰۶ |
| کلوت چاه بادام            | ۳۴°۰۰′۰۴″شمالی ۵۲°۲۱′۱۴″شرقی / ۳۴٫۰۰۱۰°شمالی ۵۲٫۳۵۴۰°شرقی |        | ۲۱۰۷ |
| کلوت زنگاب                | ۳۴°۰۰′۱۴″شمالی ۵۲°۱۷′۲۳″شرقی / ۳۴٫۰۰۳۸°شمالی ۵۲٫۲۸۹۸°شرقی |        | ۲۱۰۸ |
| کلوت زنگاب                | ۳۴°۰۰′۰۹″شمالی ۵۲°۱۵′۴۰″شرقی / ۳۴٫۰۰۲۴°شمالی ۵۲٫۲۶۱۲°شرقی |        | ۲۱۰۹ |
| کلوت زنگاب                | ۳۴°۰۰′۴۲″شمالی ۵۲°۱۵′۱۸″شرقی / ۳۴٫۰۱۱۸°شمالی ۵۲٫۲۵۴۹°شرقی |        | ۲۱۱۰ |
| کلوتهای ترکمنی            | ۳۴°۲۳′۲۱″شمالی ۵۲°۱۴′۲۱″شرقی / ۳۴٫۳۸۹۳°شمالی ۵۲٫۲۳۹۲°شرقی |        | ۲۱۱۱ |
| کلوتهای ترکمنی            | ۳۴°۲۳′۴۵″شمالی ۵۲°۱۵′۰۵″شرقی / ۳۴٫۳۹۵۸°شمالی ۵۲٫۲۵۱۴°شرقی |        | ۲۱۱۲ |
| کلوتهای ترکمنی            | ۳۴°۲۳′۰۹″شمالی ۵۲°۱۶′۰۰″شرقی / ۳۴٫۳۸۵۸°شمالی ۵۲٫۲۶۶۸°شرقی |        | ۲۱۱۳ |
| گبره                      | ۳۳°۵۶′۲۸″شمالی ۵۲°۲۰′۱۵″شرقی / ۳۳٫۹۴۱۱°شمالی ۵۲٫۳۳۷۴°شرقی |        | ۲۱۱۴ |
| گزوار                     | ۳۴°۰۴′۲۹″شمالی ۵۲°۱۱′۱۸″شرقی / ۳۴٫۰۷۴۶°شمالی ۵۲٫۱۸۸۲°شرقی |        | ۲۱۱۵ |
| گنداب                     | ۳۴°۰۵′۱۱″شمالی ۵۲°۰۲′۴۲″شرقی / ۳۴٫۰۸۶۴°شمالی ۵۲٫۰۴۴۹°شرقی |        | ۲۱۱۶ |
| گوره چاه عروس             | ۳۴°۰۸′۴۲″شمالی ۵۱°۴۲′۰۰″شرقی / ۳۴٫۱۴۵۰°شمالی ۵۱٫۷۰۰۰°شرقی |        | ۲۱۱۷ |
| لطیف                      | ۳۳°۵۹′۰۱″شمالی ۵۲°۰۹′۴۳″شرقی / ۳۳٫۹۸۳۵°شمالی ۵۲٫۱۶۲۰°شرقی |        | ۲۱۱۸ |
| ماریجاب                   | ۳۴°۰۱′۳۳″شمالی ۵۲°۰۶′۱۷″شرقی / ۳۴٫۰۲۵۹°شمالی ۵۲٫۱۰۴۶°شرقی |        | ۲۱۱۹ |
| ماله شور                  | ۳۳°۵۶′۱۰″شمالی ۵۲°۱۰′۳۴″شرقی / ۳۳٫۹۳۶۰°شمالی ۵۲٫۱۷۶۱°شرقی |        | ۲۱۲۰ |
| محملیه                    | ۳۴°۰۵′۰۹″شمالی ۵۲°۰۸′۱۲″شرقی / ۳۴٫۰۸۵۹°شمالی ۵۲٫۱۳۶۸°شرقی |        | ۲۱۲۱ |
| میرزامفتول                | ۳۴°۰۲′۳۰″شمالی ۵۲°۰۳′۴۸″شرقی / ۳۴٫۰۴۱۷°شمالی ۵۲٫۰۶۳۳°شرقی |        | ۲۱۲۲ |
| همرو                      | ۳۴°۰۲′۱۵″شمالی ۵۲°۰۲′۳۸″شرقی / ۳۴٫۰۳۷۵°شمالی ۵۲٫۰۴۴۰°شرقی |        | ۲۱۲۳ |
| یخاب                      | ۳۴°۰۰′۵۰″شمالی ۵۲°۰۳′۲۴″شرقی / ۳۴٫۰۱۳۹°شمالی ۵۲٫۰۵۶۷°شرقی |        | ۲۱۲۴ |
| آب سرخ                    | ۳۳°۳۰′۳۷″شمالی ۵۱°۴۱′۲۶″شرقی / ۳۳٫۵۱۰۴°شمالی ۵۱٫۶۹۰۵°شرقی |        | ۲۱۲۵ |
| ابراوه                    | ۳۳°۲۲′۲۱″شمالی ۵۱°۴۳′۱۷″شرقی / ۳۳٫۳۷۲۵°شمالی ۵۱٫۷۲۱۴°شرقی |        | ۲۱۲۶ |
| آبقوز                     | ۳۳°۳۵′۲۰″شمالی ۵۱°۳۰′۵۵″شرقی / ۳۳٫۵۸۸۸°شمالی ۵۱٫۵۱۵۲°شرقی |        | ۲۱۲۷ |
| آبله                      | ۳۳°۳۳′۳۴″شمالی ۵۱°۵۵′۳۱″شرقی / ۳۳٫۵۵۹۵°شمالی ۵۱٫۹۲۵۴°شرقی |        | ۲۱۲۸ |
| اردسگ                     | ۳۳°۳۵′۵۲″شمالی ۵۱°۳۳′۱۵″شرقی / ۳۳٫۵۹۷۹°شمالی ۵۱٫۵۵۴۲°شرقی |        | ۲۱۲۹ |
| آسون                      | ۳۳°۳۴′۲۲″شمالی ۵۱°۵۴′۰۳″شرقی / ۳۳٫۵۷۲۸°شمالی ۵۱٫۹۰۰۹°شرقی |        | ۲۱۳۰ |
| الچاقا                    | ۳۳°۱۷′۵۲″شمالی ۵۱°۳۲′۱۱″شرقی / ۳۳٫۲۹۷۷°شمالی ۵۱٫۵۳۶۴°شرقی |        | ۲۱۳۱ |
| اولوف دره                 | ۳۳°۲۱′۰۶″شمالی ۵۲°۰۰′۳۵″شرقی / ۳۳٫۳۵۱۸°شمالی ۵۲٫۰۰۹۶°شرقی |        | ۲۱۳۲ |
| ای وا                     | ۳۳°۳۴′۲۹″شمالی ۵۱°۵۱′۵۹″شرقی / ۳۳٫۵۷۴۷°شمالی ۵۱٫۸۶۶۴°شرقی |        | ۲۱۳۳ |
| ایسپیه سون                | ۳۳°۳۰′۱۸″شمالی ۵۱°۴۹′۱۲″شرقی / ۳۳٫۵۰۵۰°شمالی ۵۱٫۸۲۰۰°شرقی |        | ۲۱۳۴ |
| ایسپیه سون                | ۳۳°۳۰′۰۹″شمالی ۵۱°۴۸′۵۳″شرقی / ۳۳٫۵۰۲۴°شمالی ۵۱٫۸۱۴۸°شرقی |        | ۲۱۳۵ |
| باغ شاه علی               | ۳۳°۲۱′۴۷″شمالی ۵۱°۴۵′۰۶″شرقی / ۳۳٫۳۶۳۱°شمالی ۵۱٫۷۵۱۷°شرقی |        | ۲۱۳۶ |
| برزقون                    | ۳۳°۳۷′۰۰″شمالی ۵۱°۴۱′۱۱″شرقی / ۳۳٫۶۱۶۶°شمالی ۵۱٫۶۸۶۴°شرقی |        | ۲۱۳۷ |
| برزقون                    | ۳۳°۳۶′۵۵″شمالی ۵۱°۴۲′۰۰″شرقی / ۳۳٫۶۱۵۲°شمالی ۵۱٫۷۰۰۱°شرقی |        | ۲۱۳۸ |
| برزقون                    | ۳۳°۳۷′۰۴″شمالی ۵۱°۴۳′۴۷″شرقی / ۳۳٫۶۱۷۷°شمالی ۵۱٫۷۲۹۷°شرقی |        | ۲۱۳۹ |
| بزندون                    | ۳۳°۳۶′۲۸″شمالی ۵۱°۴۰′۲۰″شرقی / ۳۳٫۶۰۷۷°شمالی ۵۱٫۶۷۲۱°شرقی |        | ۲۱۴۰ |
| بندپاکوه                  | ۳۳°۳۴′۲۰″شمالی ۵۱°۳۹′۰۹″شرقی / ۳۳٫۵۷۲۳°شمالی ۵۱٫۶۵۲۶°شرقی |        | ۲۱۴۱ |
| بندچرمی                   | ۳۳°۲۶′۵۹″شمالی ۵۱°۳۹′۰۶″شرقی / ۳۳٫۴۴۹۷°شمالی ۵۱٫۶۵۱۶°شرقی |        | ۲۱۴۲ |
| بندچشمه بغل               | ۳۳°۲۰′۳۷″شمالی ۵۱°۳۷′۵۶″شرقی / ۳۳٫۳۴۳۵°شمالی ۵۱٫۶۳۲۱°شرقی |        | ۲۱۴۳ |
| بندسیاه                   | ۳۳°۲۰′۳۵″شمالی ۵۲°۰۵′۴۳″شرقی / ۳۳٫۳۴۳۱°شمالی ۵۲٫۰۹۵۴°شرقی |        | ۲۱۴۴ |
| بندلااسر                  | ۳۳°۲۰′۱۲″شمالی ۵۲°۰۶′۵۳″شرقی / ۳۳٫۳۳۶۶°شمالی ۵۲٫۱۱۴۶°شرقی |        | ۲۱۴۵ |
| پاخرزن                    | ۳۳°۳۴′۳۱″شمالی ۵۱°۴۵′۴۲″شرقی / ۳۳٫۵۷۵۲°شمالی ۵۱٫۷۶۱۸°شرقی |        | ۲۱۴۶ |
| پرتیل                     | ۳۳°۴۰′۱۵″شمالی ۵۱°۳۸′۴۵″شرقی / ۳۳٫۶۷۰۸°شمالی ۵۱٫۶۴۵۹°شرقی |        | ۲۱۴۷ |
| پرتیل                     | ۳۳°۳۷′۲۲″شمالی ۵۱°۳۹′۱۴″شرقی / ۳۳٫۶۲۲۷°شمالی ۵۱٫۶۵۴۰°شرقی |        | ۲۱۴۸ |
| پرنستان                   | ۳۳°۳۰′۴۵″شمالی ۵۱°۳۹′۵۲″شرقی / ۳۳٫۵۱۲۶°شمالی ۵۱٫۶۶۴۵°شرقی |        | ۲۱۴۹ |
| پشت وسان                  | ۳۳°۲۸′۵۳″شمالی ۵۱°۴۱′۱۲″شرقی / ۳۳٫۴۸۱۳°شمالی ۵۱٫۶۸۶۸°شرقی |        | ۲۱۵۰ |
| پنج سر                    | ۳۳°۲۳′۳۵″شمالی ۵۱°۳۸′۵۶″شرقی / ۳۳٫۳۹۳۰°شمالی ۵۱٫۶۴۸۹°شرقی |        | ۲۱۵۱ |
| پنج سربزرگ                | ۳۳°۲۱′۱۴″شمالی ۵۱°۴۰′۰۰″شرقی / ۳۳٫۳۵۴۰°شمالی ۵۱٫۶۶۶۸°شرقی |        | ۲۱۵۲ |
| پنج سرکوچک                | ۳۳°۲۱′۴۸″شمالی ۵۱°۳۷′۵۵″شرقی / ۳۳٫۳۶۳۲°شمالی ۵۱٫۶۳۲۰°شرقی |        | ۲۱۵۳ |
| پنجه علی                  | ۳۳°۳۶′۲۶″شمالی ۵۱°۳۴′۵۷″شرقی / ۳۳٫۶۰۷۱°شمالی ۵۱٫۵۸۲۵°شرقی |        | ۲۱۵۴ |
| پونجر                     | ۳۳°۱۹′۳۱″شمالی ۵۱°۴۹′۲۹″شرقی / ۳۳٫۳۲۵۲°شمالی ۵۱٫۸۲۴۶°شرقی |        | ۲۱۵۵ |
| پونجر                     | ۳۳°۱۷′۴۶″شمالی ۵۱°۵۰′۰۲″شرقی / ۳۳٫۲۹۶۰°شمالی ۵۱٫۸۳۴۰°شرقی |        | ۲۱۵۶ |
| پونجر                     | ۳۳°۱۸′۰۰″شمالی ۵۱°۴۷′۲۵″شرقی / ۳۳٫۳۰۰۱°شمالی ۵۱٫۷۹۰۴°شرقی |        | ۲۱۵۷ |
| پیراب                     | ۳۳°۱۶′۵۴″شمالی ۵۲°۰۳′۰۹″شرقی / ۳۳٫۲۸۱۷°شمالی ۵۲٫۰۵۲۶°شرقی |        | ۲۱۵۸ |
| تبداره                    | ۳۳°۳۲′۴۵″شمالی ۵۱°۵۴′۳۳″شرقی / ۳۳٫۵۴۵۸°شمالی ۵۱٫۹۰۹۲°شرقی |        | ۲۱۵۹ |
| تخته سبز                  | ۳۳°۳۴′۰۸″شمالی ۵۱°۳۳′۱۹″شرقی / ۳۳٫۵۶۹۰°شمالی ۵۱٫۵۵۵۴°شرقی |        | ۲۱۶۰ |
| تختی                      | ۳۳°۲۱′۴۳″شمالی ۵۲°۰۱′۵۱″شرقی / ۳۳٫۳۶۱۹°شمالی ۵۲٫۰۳۰۹°شرقی |        | ۲۱۶۱ |
| تختی باباحاجی             | ۳۳°۲۱′۵۳″شمالی ۵۲°۰۳′۴۴″شرقی / ۳۳٫۳۶۴۷°شمالی ۵۲٫۰۶۲۲°شرقی |        | ۲۱۶۲ |
| تختی ده نو                | ۳۳°۱۹′۱۲″شمالی ۵۲°۰۴′۴۰″شرقی / ۳۳٫۳۲۰۰°شمالی ۵۲٫۰۷۷۸°شرقی |        | ۲۱۶۳ |
| تختی گل آباد              | ۳۳°۱۹′۰۹″شمالی ۵۲°۰۳′۴۷″شرقی / ۳۳٫۳۱۹۱°شمالی ۵۲٫۰۶۳۱°شرقی |        | ۲۱۶۴ |
| تختی نرمه                 | ۳۳°۲۷′۴۳″شمالی ۵۱°۴۵′۴۰″شرقی / ۳۳٫۴۶۲۰°شمالی ۵۱٫۷۶۱۲°شرقی |        | ۲۱۶۵ |
| تک برزا                   | ۳۳°۲۷′۵۶″شمالی ۵۱°۵۴′۵۰″شرقی / ۳۳٫۴۶۵۵°شمالی ۵۱٫۹۱۳۹°شرقی |        | ۲۱۶۶ |
| تک دراشت                  | ۳۳°۲۸′۱۶″شمالی ۵۱°۵۰′۲۱″شرقی / ۳۳٫۴۷۱۰°شمالی ۵۱٫۸۳۹۳°شرقی |        | ۲۱۶۷ |
| تک لر                     | ۳۳°۲۱′۳۱″شمالی ۵۱°۳۳′۵۷″شرقی / ۳۳٫۳۵۸۶°شمالی ۵۱٫۵۶۵۹°شرقی |        | ۲۱۶۸ |
| تل سنگو                   | ۳۳°۵۲′۴۳″شمالی ۵۲°۱۰′۱۶″شرقی / ۳۳٫۸۷۸۵°شمالی ۵۲٫۱۷۱۲°شرقی |        | ۲۱۶۹ |
| تل سنگو                   | ۳۳°۵۱′۵۵″شمالی ۵۲°۱۰′۱۸″شرقی / ۳۳٫۸۶۵۲°شمالی ۵۲٫۱۷۱۶°شرقی |        | ۲۱۷۰ |
| تلاشی                     | ۳۳°۱۹′۵۱″شمالی ۵۱°۵۶′۲۰″شرقی / ۳۳٫۳۳۰۸°شمالی ۵۱٫۹۳۸۹°شرقی |        | ۲۱۷۱ |
| توکلر                     | ۳۳°۲۵′۳۵″شمالی ۵۱°۴۱′۲۸″شرقی / ۳۳٫۴۲۶۴°شمالی ۵۱٫۶۹۱۲°شرقی |        | ۲۱۷۲ |
| جورمعدن                   | ۳۳°۲۵′۰۴″شمالی ۵۱°۳۵′۱۱″شرقی / ۳۳٫۴۱۷۹°شمالی ۵۱٫۵۸۶۳°شرقی |        | ۲۱۷۳ |
| چاله سفید                 | ۳۳°۲۰′۰۱″شمالی ۵۱°۵۲′۵۴″شرقی / ۳۳٫۳۳۳۶°شمالی ۵۱٫۸۸۱۸°شرقی |        | ۲۱۷۴ |
| چاه سرخ                   | ۳۳°۵۷′۲۳″شمالی ۵۲°۱۵′۵۸″شرقی / ۳۳٫۹۵۶۵°شمالی ۵۲٫۲۶۶۲°شرقی |        | ۲۱۷۵ |
| چاه سرخ                   | ۳۳°۵۶′۰۵″شمالی ۵۲°۱۸′۳۷″شرقی / ۳۳٫۹۳۴۸°شمالی ۵۲٫۳۱۰۴°شرقی |        | ۲۱۷۶ |
| چاه سه رنگ آب             | ۳۳°۱۸′۱۵″شمالی ۵۱°۵۸′۲۹″شرقی / ۳۳٫۳۰۴۲°شمالی ۵۱٫۹۷۴۷°شرقی |        | ۲۱۷۷ |
| چاه مار                   | ۳۳°۱۷′۰۸″شمالی ۵۱°۳۴′۳۱″شرقی / ۳۳٫۲۸۵۶°شمالی ۵۱٫۵۷۵۴°شرقی |        | ۲۱۷۸ |
| چاه نی                    | ۳۳°۱۸′۱۷″شمالی ۵۱°۴۲′۳۹″شرقی / ۳۳٫۳۰۴۷°شمالی ۵۱٫۷۱۰۹°شرقی |        | ۲۱۷۹ |
| چاهه                      | ۳۳°۳۴′۰۶″شمالی ۵۱°۵۶′۰۵″شرقی / ۳۳٫۵۶۸۲°شمالی ۵۱٫۹۳۴۶°شرقی |        | ۲۱۸۰ |
| چاهه                      | ۳۳°۳۴′۱۵″شمالی ۵۱°۵۵′۰۱″شرقی / ۳۳٫۵۷۰۷°شمالی ۵۱٫۹۱۶۹°شرقی |        | ۲۱۸۱ |
| چاهه                      | ۳۳°۳۳′۵۰″شمالی ۵۱°۵۱′۴۰″شرقی / ۳۳٫۵۶۳۹°شمالی ۵۱٫۸۶۱۰°شرقی |        | ۲۱۸۲ |
| چرخه                      | ۳۳°۲۹′۳۹″شمالی ۵۲°۰۰′۵۷″شرقی / ۳۳٫۴۹۴۲°شمالی ۵۲٫۰۱۵۹°شرقی |        | ۲۱۸۳ |
| چرخه                      | ۳۳°۳۰′۰۳″شمالی ۵۲°۰۰′۵۱″شرقی / ۳۳٫۵۰۰۹°شمالی ۵۲٫۰۱۴۱°شرقی |        | ۲۱۸۴ |
| چزدن                      | ۳۳°۳۴′۰۱″شمالی ۵۱°۴۰′۰۰″شرقی / ۳۳٫۵۶۶۹°شمالی ۵۱٫۶۶۶۸°شرقی |        | ۲۱۸۵ |
| چقارج                     | ۳۳°۱۶′۲۴″شمالی ۵۲°۰۵′۵۵″شرقی / ۳۳٫۲۷۳۴°شمالی ۵۲٫۰۹۸۵°شرقی |        | ۲۱۸۶ |
| چلوک                      | ۳۳°۳۲′۵۰″شمالی ۵۱°۵۹′۲۹″شرقی / ۳۳٫۵۴۷۱°شمالی ۵۱٫۹۹۱۴°شرقی |        | ۲۱۸۷ |
| چهارطاقی                  | ۳۳°۵۰′۲۳″شمالی ۵۲°۱۴′۲۴″شرقی / ۳۳٫۸۳۹۶°شمالی ۵۲٫۲۴۰۰°شرقی |        | ۲۱۸۸ |
| چهارطاقی                  | ۳۳°۴۹′۵۹″شمالی ۵۲°۱۵′۲۶″شرقی / ۳۳٫۸۳۳۱°شمالی ۵۲٫۲۵۷۱°شرقی |        | ۲۱۸۹ |
| حاج علیرضا                | ۳۳°۱۹′۳۹″شمالی ۵۱°۳۳′۴۸″شرقی / ۳۳٫۳۲۷۵°شمالی ۵۱٫۵۶۳۳°شرقی |        | ۲۱۹۰ |
| حل آباد                   | ۳۳°۳۴′۴۳″شمالی ۵۱°۵۹′۲۷″شرقی / ۳۳٫۵۷۸۶°شمالی ۵۱٫۹۹۰۹°شرقی |        | ۲۱۹۱ |
| خروسه                     | ۳۳°۱۶′۰۶″شمالی ۵۲°۰۴′۴۷″شرقی / ۳۳٫۲۶۸۴°شمالی ۵۲٫۰۷۹۶°شرقی |        | ۲۱۹۲ |
| خیاره                     | ۳۳°۲۳′۱۱″شمالی ۵۱°۳۶′۴۲″شرقی / ۳۳٫۳۸۶۴°شمالی ۵۱٫۶۱۱۸°شرقی |        | ۲۱۹۳ |
| دارهند                    | ۳۳°۳۰′۲۴″شمالی ۵۱°۵۹′۰۲″شرقی / ۳۳٫۵۰۶۶°شمالی ۵۱٫۹۸۳۹°شرقی |        | ۲۱۹۴ |
| دال ایون                  | ۳۳°۲۰′۲۹″شمالی ۵۲°۰۲′۱۱″شرقی / ۳۳٫۳۴۱۳°شمالی ۵۲٫۰۳۶۵°شرقی |        | ۲۱۹۵ |
| داور                      | ۳۳°۲۲′۴۷″شمالی ۵۱°۴۲′۰۹″شرقی / ۳۳٫۳۷۹۷°شمالی ۵۱٫۷۰۲۶°شرقی |        | ۲۱۹۶ |
| داور                      | ۳۳°۲۲′۱۵″شمالی ۵۱°۴۱′۴۰″شرقی / ۳۳٫۳۷۰۸°شمالی ۵۱٫۶۹۴۵°شرقی |        | ۲۱۹۷ |
| درباریکه لعلادین          | ۳۳°۲۶′۰۷″شمالی ۵۱°۴۲′۵۸″شرقی / ۳۳٫۴۳۵۴°شمالی ۵۱٫۷۱۶۰°شرقی |        | ۲۱۹۸ |
| دربند                     | ۳۳°۲۰′۳۳″شمالی ۵۲°۰۳′۱۹″شرقی / ۳۳٫۳۴۲۶°شمالی ۵۲٫۰۵۵۴°شرقی |        | ۲۱۹۹ |
| دربندسنگ تراشون           | ۳۳°۱۷′۱۱″شمالی ۵۲°۰۳′۱۸″شرقی / ۳۳٫۲۸۶۵°شمالی ۵۲٫۰۵۵۰°شرقی |        | ۲۲۰۰ |
| دربندسنگ تراشون           | ۳۳°۱۷′۰۹″شمالی ۵۲°۰۲′۵۴″شرقی / ۳۳٫۲۸۵۷°شمالی ۵۲٫۰۴۸۲°شرقی |        | ۲۲۰۱ |
| درخت شاه اسکندر           | ۳۳°۳۰′۴۶″شمالی ۵۱°۴۲′۵۰″شرقی / ۳۳٫۵۱۲۷°شمالی ۵۱٫۷۱۴۰°شرقی |        | ۲۲۰۲ |
| دزسور                     | ۳۳°۳۱′۲۲″شمالی ۵۱°۳۴′۱۸″شرقی / ۳۳٫۵۲۲۷°شمالی ۵۱٫۵۷۱۶°شرقی |        | ۲۲۰۳ |
| دسته چنون                 | ۳۳°۳۲′۱۳″شمالی ۵۱°۳۴′۰۰″شرقی / ۳۳٫۵۳۷۰°شمالی ۵۱٫۵۶۶۶°شرقی |        | ۲۲۰۴ |
| دلبرون                    | ۳۳°۲۸′۲۷″شمالی ۵۱°۴۵′۲۳″شرقی / ۳۳٫۴۷۴۱°شمالی ۵۱٫۷۵۶۳°شرقی |        | ۲۲۰۵ |
| دم زرد                    | ۳۳°۴۰′۰۲″شمالی ۵۱°۴۳′۲۷″شرقی / ۳۳٫۶۶۷۳°شمالی ۵۱٫۷۲۴۲°شرقی |        | ۲۲۰۶ |
| دنار                      | ۳۳°۳۵′۰۶″شمالی ۵۱°۲۸′۰۲″شرقی / ۳۳٫۵۸۵۰°شمالی ۵۱٫۴۶۷۳°شرقی |        | ۲۲۰۷ |
| دودر                      | ۳۳°۳۸′۵۰″شمالی ۵۱°۴۰′۳۳″شرقی / ۳۳٫۶۴۷۳°شمالی ۵۱٫۶۷۵۸°شرقی |        | ۲۲۰۸ |
| دور                       | ۳۳°۳۱′۴۵″شمالی ۵۱°۳۶′۱۰″شرقی / ۳۳٫۵۲۹۲°شمالی ۵۱٫۶۰۲۹°شرقی |        | ۲۲۰۹ |
| دور                       | ۳۳°۳۰′۳۳″شمالی ۵۱°۳۷′۰۱″شرقی / ۳۳٫۵۰۹۲°شمالی ۵۱٫۶۱۶۹°شرقی |        | ۲۲۱۰ |
| دوقوچی                    | ۳۳°۳۵′۳۵″شمالی ۵۱°۴۳′۱۵″شرقی / ۳۳٫۵۹۳۰°شمالی ۵۱٫۷۲۰۸°شرقی |        | ۲۲۱۱ |
| دولجگه                    | ۳۳°۳۶′۲۳″شمالی ۵۱°۳۹′۲۷″شرقی / ۳۳٫۶۰۶۵°شمالی ۵۱٫۶۵۷۵°شرقی |        | ۲۲۱۲ |
| دومیلون                   | ۳۳°۳۴′۲۰″شمالی ۵۱°۳۵′۱۰″شرقی / ۳۳٫۵۷۲۱°شمالی ۵۱٫۵۸۶۱°شرقی |        | ۲۲۱۳ |
| دیرش                      | ۳۳°۴۰′۰۵″شمالی ۵۱°۳۷′۴۵″شرقی / ۳۳٫۶۶۸۱°شمالی ۵۱٫۶۲۹۲°شرقی |        | ۲۲۱۴ |
| دیرش                      | ۳۳°۳۸′۴۳″شمالی ۵۱°۳۶′۱۵″شرقی / ۳۳٫۶۴۵۲°شمالی ۵۱٫۶۰۴۱°شرقی |        | ۲۲۱۵ |
| دینمار                    | ۳۳°۳۶′۵۰″شمالی ۵۱°۳۸′۱۶″شرقی / ۳۳٫۶۱۳۹°شمالی ۵۱٫۶۳۷۸°شرقی |        | ۲۲۱۶ |
| رپسفیده                   | ۳۳°۱۶′۵۴″شمالی ۵۲°۰۸′۳۹″شرقی / ۳۳٫۲۸۱۸°شمالی ۵۲٫۱۴۴۳°شرقی |        | ۲۲۱۷ |
| رپسفیده                   | ۳۳°۱۸′۱۴″شمالی ۵۲°۰۷′۰۳″شرقی / ۳۳٫۳۰۴۰°شمالی ۵۲٫۱۱۷۴°شرقی |        | ۲۲۱۸ |
| رجب                       | ۳۳°۲۰′۵۵″شمالی ۵۱°۳۶′۰۸″شرقی / ۳۳٫۳۴۸۷°شمالی ۵۱٫۶۰۲۳°شرقی |        | ۲۲۱۹ |
| رچپلنگ                    | ۳۳°۳۱′۵۵″شمالی ۵۱°۳۴′۰۶″شرقی / ۳۳٫۵۳۲۰°شمالی ۵۱٫۵۶۸۲°شرقی |        | ۲۲۲۰ |
| رستم                      | ۳۳°۲۷′۳۵″شمالی ۵۲°۰۲′۵۴″شرقی / ۳۳٫۴۵۹۷°شمالی ۵۲٫۰۴۸۴°شرقی |        | ۲۲۲۱ |
| رضقون                     | ۳۳°۳۴′۵۴″شمالی ۵۱°۳۲′۰۶″شرقی / ۳۳٫۵۸۱۸°شمالی ۵۱٫۵۳۵۰°شرقی |        | ۲۲۲۲ |
| رگ اژدها                  | ۳۳°۳۰′۱۰″شمالی ۵۱°۵۱′۲۱″شرقی / ۳۳٫۵۰۲۷°شمالی ۵۱٫۸۵۵۷°شرقی |        | ۲۲۲۳ |
| روبه هوله                 | ۳۳°۳۱′۲۱″شمالی ۵۱°۳۵′۲۷″شرقی / ۳۳٫۵۲۲۶°شمالی ۵۱٫۵۹۰۸°شرقی |        | ۲۲۲۴ |
| ریزنده ابیانه             | ۳۳°۳۳′۵۶″شمالی ۵۱°۳۵′۴۶″شرقی / ۳۳٫۵۶۵۶°شمالی ۵۱٫۵۹۶۰°شرقی |        | ۲۲۲۵ |
| ریزنده ابیانه             | ۳۳°۳۴′۳۸″شمالی ۵۱°۳۶′۰۵″شرقی / ۳۳٫۵۷۷۲°شمالی ۵۱٫۶۰۱۵°شرقی |        | ۲۲۲۶ |
| ریزنده ابیانه             | ۳۳°۳۳′۳۵″شمالی ۵۱°۳۴′۰۳″شرقی / ۳۳٫۵۵۹۸°شمالی ۵۱٫۵۶۷۵°شرقی |        | ۲۲۲۷ |
| ریزنده طره                | ۳۳°۳۳′۱۵″شمالی ۵۱°۳۷′۵۶″شرقی / ۳۳٫۵۵۴۳°شمالی ۵۱٫۶۳۲۱°شرقی |        | ۲۲۲۸ |
| زرد                       | ۳۳°۲۴′۴۸″شمالی ۵۱°۳۹′۰۷″شرقی / ۳۳٫۴۱۳۳°شمالی ۵۱٫۶۵۲۰°شرقی |        | ۲۲۲۹ |
| زرد                       | ۳۳°۱۷′۳۶″شمالی ۵۱°۴۵′۵۷″شرقی / ۳۳٫۲۹۳۲°شمالی ۵۱٫۷۶۵۹°شرقی |        | ۲۲۳۰ |
| زرد                       | ۳۳°۳۱′۵۲″شمالی ۵۲°۰۱′۵۲″شرقی / ۳۳٫۵۳۱۱°شمالی ۵۲٫۰۳۱۱°شرقی |        | ۲۲۳۱ |
| زردابیازن                 | ۳۳°۲۴′۱۴″شمالی ۵۲°۰۲′۲۵″شرقی / ۳۳٫۴۰۴۰°شمالی ۵۲٫۰۴۰۴°شرقی |        | ۲۲۳۲ |
| زردابیازن                 | ۳۳°۲۴′۲۶″شمالی ۵۲°۰۲′۰۰″شرقی / ۳۳٫۴۰۷۱°شمالی ۵۲٫۰۳۳۲°شرقی |        | ۲۲۳۳ |
| زردآستانه                 | ۳۳°۳۳′۴۶″شمالی ۵۱°۵۰′۰۵″شرقی / ۳۳٫۵۶۲۸°شمالی ۵۱٫۸۳۴۸°شرقی |        | ۲۲۳۴ |
| زردآستانه                 | ۳۳°۳۲′۳۹″شمالی ۵۱°۵۱′۳۹″شرقی / ۳۳٫۵۴۴۲°شمالی ۵۱٫۸۶۰۹°شرقی |        | ۲۲۳۵ |
| زردآلی                    | ۳۳°۳۶′۴۱″شمالی ۵۱°۳۶′۱۸″شرقی / ۳۳٫۶۱۱۵°شمالی ۵۱٫۶۰۵۱°شرقی |        | ۲۲۳۶ |
| زردپالون خری              | ۳۳°۲۲′۵۴″شمالی ۵۲°۰۲′۵۶″شرقی / ۳۳٫۳۸۱۸°شمالی ۵۲٫۰۴۸۹°شرقی |        | ۲۲۳۷ |
| زردپالون خری              | ۳۳°۲۳′۰۸″شمالی ۵۲°۰۲′۲۴″شرقی / ۳۳٫۳۸۵۵°شمالی ۵۲٫۰۴۰۱°شرقی |        | ۲۲۳۸ |
| زردپائین                  | ۳۳°۳۳′۲۲″شمالی ۵۲°۰۲′۴۹″شرقی / ۳۳٫۵۵۶۰°شمالی ۵۲٫۰۴۶۹°شرقی |        | ۲۲۳۹ |
| زردننی                    | ۳۳°۳۳′۳۶″شمالی ۵۱°۴۷′۵۱″شرقی / ۳۳٫۵۵۹۹°شمالی ۵۱٫۷۹۷۶°شرقی |        | ۲۲۴۰ |
| زردننی                    | ۳۳°۳۳′۲۳″شمالی ۵۱°۴۸′۴۰″شرقی / ۳۳٫۵۵۶۵°شمالی ۵۱٫۸۱۱۲°شرقی |        | ۲۲۴۱ |
| ساهن                      | ۳۳°۲۸′۱۵″شمالی ۵۱°۴۲′۴۸″شرقی / ۳۳٫۴۷۰۷°شمالی ۵۱٫۷۱۳۳°شرقی |        | ۲۲۴۲ |
| سربیشه                    | ۳۳°۲۱′۲۹″شمالی ۵۱°۳۴′۵۷″شرقی / ۳۳٫۳۵۸۱°شمالی ۵۱٫۵۸۲۴°شرقی |        | ۲۲۴۳ |
| سرتخت                     | ۳۳°۳۳′۱۰″شمالی ۵۱°۵۳′۰۶″شرقی / ۳۳٫۵۵۲۹°شمالی ۵۱٫۸۸۴۹°شرقی |        | ۲۲۴۴ |
| سرتستان                   | ۳۳°۳۲′۰۷″شمالی ۵۱°۳۵′۱۱″شرقی / ۳۳٫۵۳۵۲°شمالی ۵۱٫۵۸۶۴°شرقی |        | ۲۲۴۵ |
| سرتستان                   | ۳۳°۳۰′۴۸″شمالی ۵۱°۳۵′۱۲″شرقی / ۳۳٫۵۱۳۳°شمالی ۵۱٫۵۸۶۸°شرقی |        | ۲۲۴۶ |
| سرخ لالیوان               | ۳۳°۲۷′۵۷″شمالی ۵۱°۴۰′۱۹″شرقی / ۳۳٫۴۶۵۷°شمالی ۵۱٫۶۷۲۰°شرقی |        | ۲۲۴۷ |
| سرگبرستون                 | ۳۳°۲۷′۱۷″شمالی ۵۱°۵۱′۱۱″شرقی / ۳۳٫۴۵۴۶°شمالی ۵۱٫۸۵۳۰°شرقی |        | ۲۲۴۸ |
| سرمار                     | ۳۳°۳۲′۱۵″شمالی ۵۱°۴۶′۳۷″شرقی / ۳۳٫۵۳۷۵°شمالی ۵۱٫۷۷۶۹°شرقی |        | ۲۲۴۹ |
| سرمار                     | ۳۳°۳۲′۴۳″شمالی ۵۱°۴۶′۰۷″شرقی / ۳۳٫۵۴۵۴°شمالی ۵۱٫۷۶۸۵°شرقی |        | ۲۲۵۰ |
| سفید                      | ۳۳°۳۳′۱۸″شمالی ۵۱°۴۶′۵۵″شرقی / ۳۳٫۵۵۵۱°شمالی ۵۱٫۷۸۲۰°شرقی |        | ۲۲۵۱ |
| سلا                       | ۳۳°۳۶′۲۲″شمالی ۵۱°۳۷′۰۰″شرقی / ۳۳٫۶۰۶۰°شمالی ۵۱٫۶۱۶۸°شرقی |        | ۲۲۵۲ |
| سلبی                      | ۳۳°۲۵′۳۵″شمالی ۵۱°۳۳′۴۱″شرقی / ۳۳٫۴۲۶۳°شمالی ۵۱٫۵۶۱۴°شرقی |        | ۲۲۵۳ |
| سه برادران                | ۳۳°۲۷′۱۴″شمالی ۵۱°۵۰′۰۷″شرقی / ۳۳٫۴۵۴۰°شمالی ۵۱٫۸۳۵۲°شرقی |        | ۲۲۵۴ |
| سوراخ گرگ                 | ۳۳°۱۹′۲۱″شمالی ۵۲°۰۱′۴۶″شرقی / ۳۳٫۳۲۲۵°شمالی ۵۲٫۰۲۹۴°شرقی |        | ۲۲۵۵ |
| سورک                      | ۳۳°۳۰′۴۴″شمالی ۵۱°۳۶′۱۸″شرقی / ۳۳٫۵۱۲۱°شمالی ۵۱٫۶۰۵۱°شرقی |        | ۲۲۵۶ |
| سیاه                      | ۳۳°۴۱′۴۸″شمالی ۵۱°۴۳′۰۴″شرقی / ۳۳٫۶۹۶۷°شمالی ۵۱٫۷۱۷۹°شرقی |        | ۲۲۵۷ |
| سیاه                      | ۳۳°۳۱′۴۶″شمالی ۵۱°۴۷′۰۰″شرقی / ۳۳٫۵۲۹۴°شمالی ۵۱٫۷۸۳۳°شرقی |        | ۲۲۵۸ |
| سیاه                      | ۳۳°۱۹′۰۹″شمالی ۵۲°۰۲′۴۵″شرقی / ۳۳٫۳۱۹۱°شمالی ۵۲٫۰۴۵۸°شرقی |        | ۲۲۵۹ |
| سیاه                      | ۳۳°۲۰′۴۱″شمالی ۵۲°۰۲′۴۹″شرقی / ۳۳٫۳۴۴۸°شمالی ۵۲٫۰۴۶۹°شرقی |        | ۲۲۶۰ |
| سیاه حسن‌آباد              | ۳۳°۳۹′۴۶″شمالی ۵۱°۴۲′۰۲″شرقی / ۳۳٫۶۶۲۹°شمالی ۵۱٫۷۰۰۶°شرقی |        | ۲۲۶۱ |
| سیاه خرون                 | ۳۳°۳۳′۱۳″شمالی ۵۱°۳۵′۱۴″شرقی / ۳۳٫۵۵۳۵°شمالی ۵۱٫۵۸۷۱°شرقی |        | ۲۲۶۲ |
| سیاه شاه میرزا            | ۳۳°۲۸′۲۶″شمالی ۵۱°۴۱′۴۷″شرقی / ۳۳٫۴۷۳۹°شمالی ۵۱٫۶۹۶۴°شرقی |        | ۲۲۶۳ |
| سیاه کوه                  | ۳۳°۲۵′۲۶″شمالی ۵۱°۳۹′۱۳″شرقی / ۳۳٫۴۲۳۸°شمالی ۵۱٫۶۵۳۶°شرقی |        | ۲۲۶۴ |
| سیاه کوه                  | ۳۳°۲۳′۳۲″شمالی ۵۲°۰۴′۱۹″شرقی / ۳۳٫۳۹۲۲°شمالی ۵۲٫۰۷۱۹°شرقی |        | ۲۲۶۵ |
| سیاه مزدآباد              | ۳۳°۲۱′۴۷″شمالی ۵۱°۵۱′۱۶″شرقی / ۳۳٫۳۶۳۱°شمالی ۵۱٫۸۵۴۵°شرقی |        | ۲۲۶۶ |
| سیاه مکن                  | ۳۳°۲۹′۲۰″شمالی ۵۱°۳۸′۰۰″شرقی / ۳۳٫۴۸۹۰°شمالی ۵۱٫۶۳۳۴°شرقی |        | ۲۲۶۷ |
| سیاه مکن                  | ۳۳°۲۸′۰۳″شمالی ۵۱°۳۷′۱۶″شرقی / ۳۳٫۴۶۷۶°شمالی ۵۱٫۶۲۱۰°شرقی |        | ۲۲۶۸ |
| سیاه مکون                 | ۳۳°۳۰′۰۹″شمالی ۵۱°۳۸′۳۷″شرقی / ۳۳٫۵۰۲۶°شمالی ۵۱٫۶۴۳۶°شرقی |        | ۲۲۶۹ |
| سینه گبری                 | ۳۳°۲۱′۲۳″شمالی ۵۱°۵۹′۲۳″شرقی / ۳۳٫۳۵۶۴°شمالی ۵۱٫۹۸۹۶°شرقی |        | ۲۲۷۰ |
| شالان سر                  | ۳۳°۲۸′۱۱″شمالی ۵۱°۴۰′۳۸″شرقی / ۳۳٫۴۶۹۷°شمالی ۵۱٫۶۷۷۲°شرقی |        | ۲۲۷۱ |
| شعمیه                     | ۳۳°۳۱′۳۶″شمالی ۵۱°۴۵′۰۶″شرقی / ۳۳٫۵۲۶۷°شمالی ۵۱٫۷۵۱۸°شرقی |        | ۲۲۷۲ |
| شعمیه                     | ۳۳°۳۰′۴۲″شمالی ۵۱°۴۵′۳۳″شرقی / ۳۳٫۵۱۱۷°شمالی ۵۱٫۷۵۹۱°شرقی |        | ۲۲۷۳ |
| شغالو                     | ۳۳°۳۰′۴۶″شمالی ۵۱°۵۵′۴۹″شرقی / ۳۳٫۵۱۲۸°شمالی ۵۱٫۹۳۰۴°شرقی |        | ۲۲۷۴ |
| شکل آبادی                 | ۳۳°۲۰′۲۱″شمالی ۵۲°۰۳′۲۴″شرقی / ۳۳٫۳۳۹۲°شمالی ۵۲٫۰۵۶۶°شرقی |        | ۲۲۷۵ |
| عرب کوره                  | ۳۳°۱۹′۱۶″شمالی ۵۲°۰۶′۰۶″شرقی / ۳۳٫۳۲۱۰°شمالی ۵۲٫۱۰۱۶°شرقی |        | ۲۲۷۶ |
| عرق چین داره              | ۳۳°۱۹′۲۹″شمالی ۵۱°۵۵′۵۸″شرقی / ۳۳٫۳۲۴۸°شمالی ۵۱٫۹۳۲۷°شرقی |        | ۲۲۷۷ |
| علامه                     | ۳۳°۳۷′۴۹″شمالی ۵۱°۲۶′۳۱″شرقی / ۳۳٫۶۳۰۲°شمالی ۵۱٫۴۴۲۰°شرقی |        | ۲۲۷۸ |
| علی یکه                   | ۳۳°۲۵′۵۵″شمالی ۵۱°۴۸′۵۲″شرقی / ۳۳٫۴۳۱۹°شمالی ۵۱٫۸۱۴۵°شرقی |        | ۲۲۷۹ |
| غزقان بسر                 | ۳۳°۳۰′۴۶″شمالی ۵۱°۴۷′۲۵″شرقی / ۳۳٫۵۱۲۹°شمالی ۵۱٫۷۹۰۴°شرقی |        | ۲۲۸۰ |
| فرخ‌آباد                   | ۳۳°۲۹′۱۰″شمالی ۵۱°۴۱′۳۴″شرقی / ۳۳٫۴۸۶۲°شمالی ۵۱٫۶۹۲۸°شرقی |        | ۲۲۸۱ |
| قاش کلمو                  | ۳۳°۳۴′۵۹″شمالی ۵۱°۳۳′۴۱″شرقی / ۳۳٫۵۸۳۰°شمالی ۵۱٫۵۶۱۳°شرقی |        | ۲۲۸۲ |
| قبله                      | ۳۳°۳۶′۰۶″شمالی ۵۱°۴۴′۳۵″شرقی / ۳۳٫۶۰۱۶°شمالی ۵۱٫۷۴۳۱°شرقی |        | ۲۲۸۳ |
| قبله                      | ۳۳°۳۱′۵۰″شمالی ۵۱°۵۰′۳۳″شرقی / ۳۳٫۵۳۰۵°شمالی ۵۱٫۸۴۲۵°شرقی |        | ۲۲۸۴ |
| قرعلی                     | ۳۳°۳۵′۵۶″شمالی ۵۱°۲۶′۴۹″شرقی / ۳۳٫۵۹۹۰°شمالی ۵۱٫۴۴۷۰°شرقی |        | ۲۲۸۵ |
| قزل آقل                   | ۳۳°۲۲′۳۶″شمالی ۵۱°۳۱′۳۹″شرقی / ۳۳٫۳۷۶۷°شمالی ۵۱٫۵۲۷۶°شرقی |        | ۲۲۸۶ |
| قزلاقل                    | ۳۳°۲۲′۰۱″شمالی ۵۱°۳۱′۱۶″شرقی / ۳۳٫۳۶۷۰°شمالی ۵۱٫۵۲۱۱°شرقی |        | ۲۲۸۷ |
| قطرانج                    | ۳۳°۳۸′۴۶″شمالی ۵۱°۳۹′۱۴″شرقی / ۳۳٫۶۴۶۲°شمالی ۵۱٫۶۵۴۰°شرقی |        | ۲۲۸۸ |
| قلعه                      | ۳۳°۳۵′۳۰″شمالی ۵۱°۳۵′۵۷″شرقی / ۳۳٫۵۹۱۸°شمالی ۵۱٫۵۹۹۳°شرقی |        | ۲۲۸۹ |
| قلعه وشاق                 | ۳۳°۳۲′۰۹″شمالی ۵۱°۴۹′۲۷″شرقی / ۳۳٫۵۳۵۷°شمالی ۵۱٫۸۲۴۲°شرقی |        | ۲۲۹۰ |
| قلعه وشاق                 | ۳۳°۳۱′۴۱″شمالی ۵۱°۴۹′۰۹″شرقی / ۳۳٫۵۲۸۱°شمالی ۵۱٫۸۱۹۳°شرقی |        | ۲۲۹۱ |
| قمری                      | ۳۳°۲۰′۴۶″شمالی ۵۱°۳۳′۲۱″شرقی / ۳۳٫۳۴۶۰°شمالی ۵۱٫۵۵۵۸°شرقی |        | ۲۲۹۲ |
| کپه سنگ                   | ۳۳°۳۴′۲۲″شمالی ۵۱°۴۰′۲۳″شرقی / ۳۳٫۵۷۲۷°شمالی ۵۱٫۶۷۳۰°شرقی |        | ۲۲۹۳ |
| کپه لاچمبه                | ۳۳°۳۳′۲۹″شمالی ۵۱°۴۶′۰۰″شرقی / ۳۳٫۵۵۸۰°شمالی ۵۱٫۷۶۶۷°شرقی |        | ۲۲۹۴ |
| کتورچه                    | ۳۳°۳۵′۱۵″شمالی ۵۱°۴۷′۴۰″شرقی / ۳۳٫۵۸۷۶°شمالی ۵۱٫۷۹۴۵°شرقی |        | ۲۲۹۵ |
| کشه اشک                   | ۳۳°۳۵′۳۵″شمالی ۵۱°۲۸′۵۳″شرقی / ۳۳٫۵۹۳۰°شمالی ۵۱٫۴۸۱۵°شرقی |        | ۲۲۹۶ |
| کفتره                     | ۳۳°۳۲′۳۷″شمالی ۵۱°۵۶′۱۷″شرقی / ۳۳٫۵۴۳۶°شمالی ۵۱٫۹۳۸۰°شرقی |        | ۲۲۹۷ |
| کلاجار                    | ۳۳°۳۶′۵۱″شمالی ۵۱°۳۲′۵۶″شرقی / ۳۳٫۶۱۴۱°شمالی ۵۱٫۵۴۸۹°شرقی |        | ۲۲۹۸ |
| کلاه آقوته                | ۳۳°۳۳′۴۹″شمالی ۵۱°۲۸′۵۵″شرقی / ۳۳٫۵۶۳۵°شمالی ۵۱٫۴۸۱۹°شرقی |        | ۲۲۹۹ |
| کلاه دره                  | ۳۳°۳۳′۰۵″شمالی ۵۱°۳۰′۴۶″شرقی / ۳۳٫۵۵۱۵°شمالی ۵۱٫۵۱۲۹°شرقی |        | ۲۳۰۰ |
| کلاه غور                  | ۳۳°۳۰′۴۸″شمالی ۵۱°۴۸′۲۷″شرقی / ۳۳٫۵۱۳۲°شمالی ۵۱٫۸۰۷۴°شرقی |        | ۲۳۰۱ |
| کلاه غور                  | ۳۳°۳۱′۰۳″شمالی ۵۱°۴۸′۳۶″شرقی / ۳۳٫۵۱۷۵°شمالی ۵۱٫۸۱۰۰°شرقی |        | ۲۳۰۲ |
| کلم                       | ۳۳°۳۰′۳۹″شمالی ۵۱°۵۲′۰۲″شرقی / ۳۳٫۵۱۰۷°شمالی ۵۱٫۸۶۷۲°شرقی |        | ۲۳۰۳ |
| کلنگ گزلا                 | ۳۳°۴۱′۵۸″شمالی ۵۱°۴۲′۲۴″شرقی / ۳۳٫۶۹۹۵°شمالی ۵۱٫۷۰۶۷°شرقی |        | ۲۳۰۴ |
| کله بندسیاه               | ۳۳°۲۱′۲۳″شمالی ۵۲°۰۶′۱۰″شرقی / ۳۳٫۳۵۶۳°شمالی ۵۲٫۱۰۲۹°شرقی |        | ۲۳۰۵ |
| کله بندسیاه               | ۳۳°۲۰′۱۲″شمالی ۵۲°۰۶′۰۵″شرقی / ۳۳٫۳۳۶۸°شمالی ۵۲٫۱۰۱۳°شرقی |        | ۲۳۰۶ |
| کلهرود                    | ۳۳°۲۲′۵۶″شمالی ۵۱°۳۲′۴۲″شرقی / ۳۳٫۳۸۲۳°شمالی ۵۱٫۵۴۵۰°شرقی |        | ۲۳۰۷ |
| کلهرود                    | ۳۳°۲۲′۱۶″شمالی ۵۱°۳۳′۲۷″شرقی / ۳۳٫۳۷۱۱°شمالی ۵۱٫۵۵۷۴°شرقی |        | ۲۳۰۸ |
| کمرزرد                    | ۳۳°۳۵′۵۰″شمالی ۵۱°۳۸′۱۱″شرقی / ۳۳٫۵۹۷۳°شمالی ۵۱٫۶۳۶۴°شرقی |        | ۲۳۰۹ |
| کمرسیاه                   | ۳۳°۲۸′۴۲″شمالی ۵۱°۵۲′۳۰″شرقی / ۳۳٫۴۷۸۲°شمالی ۵۱٫۸۷۵۰°شرقی |        | ۲۳۱۰ |
| کمرسیاه                   | ۳۳°۲۹′۱۰″شمالی ۵۱°۵۱′۱۷″شرقی / ۳۳٫۴۸۶۰°شمالی ۵۱٫۸۵۴۷°شرقی |        | ۲۳۱۱ |
| کمرسیاه آب پشت سر         | ۳۳°۲۶′۰۲″شمالی ۵۱°۵۰′۲۱″شرقی / ۳۳٫۴۳۳۸°شمالی ۵۱٫۸۳۹۱°شرقی |        | ۲۳۱۲ |
| کناردشت                   | ۳۳°۱۹′۰۷″شمالی ۵۱°۵۷′۲۳″شرقی / ۳۳٫۳۱۸۷°شمالی ۵۱٫۹۵۶۳°شرقی |        | ۲۳۱۳ |
| کوچه‌های گلتائین           | ۳۳°۲۷′۰۳″شمالی ۵۱°۵۲′۰۹″شرقی / ۳۳٫۴۵۰۹°شمالی ۵۱٫۸۶۹۳°شرقی |        | ۲۳۱۴ |
| کورموشی                   | ۳۳°۲۸′۳۵″شمالی ۵۱°۵۷′۳۳″شرقی / ۳۳٫۴۷۶۴°شمالی ۵۱٫۹۵۹۳°شرقی |        | ۲۳۱۵ |
| گدارپلنگ                  | ۳۳°۳۵′۲۳″شمالی ۵۱°۵۶′۲۱″شرقی / ۳۳٫۵۸۹۶°شمالی ۵۱٫۹۳۹۳°شرقی |        | ۲۳۱۶ |
| گدارسبز                   | ۳۳°۳۷′۳۶″شمالی ۵۱°۳۲′۵۲″شرقی / ۳۳٫۶۲۶۸°شمالی ۵۱٫۵۴۷۸°شرقی |        | ۲۳۱۷ |
| گدارسرخ                   | ۳۳°۳۷′۰۶″شمالی ۵۱°۲۹′۰۶″شرقی / ۳۳٫۶۱۸۲°شمالی ۵۱٫۴۸۴۹°شرقی |        | ۲۳۱۸ |
| گدارعرب                   | ۳۳°۲۶′۱۴″شمالی ۵۱°۳۵′۳۹″شرقی / ۳۳٫۴۳۷۲°شمالی ۵۱٫۵۹۴۲°شرقی |        | ۲۳۱۹ |
| گدارننی                   | ۳۳°۳۴′۲۰″شمالی ۵۱°۴۶′۲۵″شرقی / ۳۳٫۵۷۲۳°شمالی ۵۱٫۷۷۳۷°شرقی |        | ۲۳۲۰ |
| گرده                      | ۳۳°۲۱′۰۰″شمالی ۵۱°۵۵′۵۶″شرقی / ۳۳٫۳۵۰۰°شمالی ۵۱٫۹۳۲۳°شرقی |        | ۲۳۲۱ |
| گرسیاه                    | ۳۳°۲۹′۳۹″شمالی ۵۱°۴۸′۴۹″شرقی / ۳۳٫۴۹۴۳°شمالی ۵۱٫۸۱۳۶°شرقی |        | ۲۳۲۲ |
| گرسیاه                    | ۳۳°۳۲′۰۶″شمالی ۵۱°۵۱′۳۲″شرقی / ۳۳٫۵۳۵۰°شمالی ۵۱٫۸۵۹۰°شرقی |        | ۲۳۲۳ |
| گره                       | ۳۳°۱۶′۲۱″شمالی ۵۲°۰۱′۱۶″شرقی / ۳۳٫۲۷۲۴°شمالی ۵۲٫۰۲۱۰°شرقی |        | ۲۳۲۴ |
| گنبدباز                   | ۳۳°۳۰′۰۸″شمالی ۵۱°۵۳′۵۱″شرقی / ۳۳٫۵۰۲۱°شمالی ۵۱٫۸۹۷۶°شرقی |        | ۲۳۲۵ |
| گنداب                     | ۳۳°۱۸′۱۷″شمالی ۵۱°۳۰′۲۶″شرقی / ۳۳٫۳۰۴۸°شمالی ۵۱٫۵۰۷۳°شرقی |        | ۲۳۲۶ |
| گنداب                     | ۳۳°۱۷′۳۴″شمالی ۵۱°۳۰′۱۶″شرقی / ۳۳٫۲۹۲۸°شمالی ۵۱٫۵۰۴۴°شرقی |        | ۲۳۲۷ |
| گندله                     | ۳۳°۲۴′۲۶″شمالی ۵۱°۴۲′۵۵″شرقی / ۳۳٫۴۰۷۱°شمالی ۵۱٫۷۱۵۳°شرقی |        | ۲۳۲۸ |
| گورسمبه                   | ۳۳°۱۸′۲۹″شمالی ۵۱°۵۲′۴۲″شرقی / ۳۳٫۳۰۸۱°شمالی ۵۱٫۸۷۸۲°شرقی |        | ۲۳۲۹ |
| گورعلی بک                 | ۳۳°۵۴′۲۷″شمالی ۵۲°۱۳′۱۸″شرقی / ۳۳٫۹۰۷۶°شمالی ۵۲٫۲۲۱۶°شرقی |        | ۲۳۳۰ |
| لاآباد                    | ۳۳°۳۵′۴۷″شمالی ۵۱°۴۶′۲۴″شرقی / ۳۳٫۵۹۶۴°شمالی ۵۱٫۷۷۳۴°شرقی |        | ۲۳۳۱ |
| لاآغل                     | ۳۳°۳۷′۵۶″شمالی ۵۱°۴۲′۵۹″شرقی / ۳۳٫۶۳۲۲°شمالی ۵۱٫۷۱۶۳°شرقی |        | ۲۳۳۲ |
| لابسته                    | ۳۳°۲۹′۴۱″شمالی ۵۱°۴۲′۱۲″شرقی / ۳۳٫۴۹۴۸°شمالی ۵۱٫۷۰۳۲°شرقی |        | ۲۳۳۳ |
| لابید                     | ۳۳°۲۹′۴۷″شمالی ۵۱°۳۹′۰۵″شرقی / ۳۳٫۴۹۶۳°شمالی ۵۱٫۶۵۱۵°شرقی |        | ۲۳۳۴ |
| لابیدک                    | ۳۳°۲۵′۲۹″شمالی ۵۱°۴۷′۵۵″شرقی / ۳۳٫۴۲۴۷°شمالی ۵۱٫۷۹۸۶°شرقی |        | ۲۳۳۵ |
| لاپار                     | ۳۳°۳۰′۱۲″شمالی ۵۱°۴۷′۱۳″شرقی / ۳۳٫۵۰۳۲°شمالی ۵۱٫۷۸۶۹°شرقی |        | ۲۳۳۶ |
| لاتاریکه                  | ۳۳°۲۰′۵۹″شمالی ۵۲°۰۰′۱۲″شرقی / ۳۳٫۳۴۹۶°شمالی ۵۲٫۰۰۳۳°شرقی |        | ۲۳۳۷ |
| لاچینی                    | ۳۳°۲۱′۰۱″شمالی ۵۱°۵۴′۵۵″شرقی / ۳۳٫۳۵۰۴°شمالی ۵۱٫۹۱۵۲°شرقی |        | ۲۳۳۸ |
| لاحرص                     | ۳۳°۳۵′۰۵″شمالی ۵۱°۴۶′۰۱″شرقی / ۳۳٫۵۸۴۶°شمالی ۵۱٫۷۶۶۹°شرقی |        | ۲۳۳۹ |
| لاخرون                    | ۳۳°۲۹′۱۴″شمالی ۵۱°۴۷′۴۳″شرقی / ۳۳٫۴۸۷۱°شمالی ۵۱٫۷۹۵۳°شرقی |        | ۲۳۴۰ |
| لاخرون                    | ۳۳°۲۷′۵۹″شمالی ۵۱°۴۷′۴۹″شرقی / ۳۳٫۴۶۶۳°شمالی ۵۱٫۷۹۷۰°شرقی |        | ۲۳۴۱ |
| لادراز                    | ۳۳°۲۱′۰۰″شمالی ۵۱°۳۷′۰۲″شرقی / ۳۳٫۳۵۰۰°شمالی ۵۱٫۶۱۷۲°شرقی |        | ۲۳۴۲ |
| لادز                      | ۳۳°۳۲′۱۰″شمالی ۵۱°۵۲′۱۰″شرقی / ۳۳٫۵۳۶۲°شمالی ۵۱٫۸۶۹۴°شرقی |        | ۲۳۴۳ |
| لازرد                     | ۳۳°۲۸′۵۸″شمالی ۵۱°۴۲′۴۸″شرقی / ۳۳٫۴۸۲۷°شمالی ۵۱٫۷۱۳۴°شرقی |        | ۲۳۴۴ |
| لازرد                     | ۳۳°۲۱′۴۸″شمالی ۵۱°۴۰′۲۲″شرقی / ۳۳٫۳۶۳۳°شمالی ۵۱٫۶۷۲۸°شرقی |        | ۲۳۴۵ |
| لازنگ                     | ۳۳°۲۰′۴۷″شمالی ۵۲°۰۱′۰۹″شرقی / ۳۳٫۳۴۶۴°شمالی ۵۲٫۰۱۹۱°شرقی |        | ۲۳۴۶ |
| لاساره                    | ۳۳°۳۴′۲۹″شمالی ۵۱°۲۸′۴۳″شرقی / ۳۳٫۵۷۴۸°شمالی ۵۱٫۴۷۸۵°شرقی |        | ۲۳۴۷ |
| لاسیا                     | ۳۳°۳۴′۱۷″شمالی ۵۱°۵۷′۳۲″شرقی / ۳۳٫۵۷۱۵°شمالی ۵۱٫۹۵۸۹°شرقی |        | ۲۳۴۸ |
| لاسیاه                    | ۳۳°۲۲′۰۶″شمالی ۵۱°۳۹′۰۴″شرقی / ۳۳٫۳۶۸۳°شمالی ۵۱٫۶۵۱۰°شرقی |        | ۲۳۴۹ |
| لاسیاه رشت                | ۳۳°۲۹′۲۹″شمالی ۵۱°۴۰′۴۵″شرقی / ۳۳٫۴۹۱۳°شمالی ۵۱٫۶۷۹۲°شرقی |        | ۲۳۵۰ |
| لاعلونه                   | ۳۳°۳۷′۰۳″شمالی ۵۱°۳۱′۲۹″شرقی / ۳۳٫۶۱۷۶°شمالی ۵۱٫۵۲۴۷°شرقی |        | ۲۳۵۱ |
| لافرخ                     | ۳۳°۲۵′۲۰″شمالی ۵۱°۵۱′۰۳″شرقی / ۳۳٫۴۲۲۳°شمالی ۵۱٫۸۵۰۷°شرقی |        | ۲۳۵۲ |
| لاقلم دره                 | ۳۳°۳۴′۰۶″شمالی ۵۱°۴۷′۱۲″شرقی / ۳۳٫۵۶۸۳°شمالی ۵۱٫۷۸۶۸°شرقی |        | ۲۳۵۳ |
| لاکشکه                    | ۳۳°۳۰′۱۷″شمالی ۵۱°۴۱′۱۷″شرقی / ۳۳٫۵۰۴۸°شمالی ۵۱٫۶۸۸۱°شرقی |        | ۲۳۵۴ |
| لاکنج                     | ۳۳°۱۶′۲۹″شمالی ۵۲°۰۰′۳۶″شرقی / ۳۳٫۲۷۴۷°شمالی ۵۲٫۰۱۰۱°شرقی |        | ۲۳۵۵ |
| لاکنگاره                  | ۳۳°۲۳′۱۸″شمالی ۵۱°۴۳′۴۰″شرقی / ۳۳٫۳۸۸۲°شمالی ۵۱٫۷۲۷۷°شرقی |        | ۲۳۵۶ |
| لاگل                      | ۳۳°۱۵′۳۷″شمالی ۵۲°۰۹′۲۳″شرقی / ۳۳٫۲۶۰۲°شمالی ۵۲٫۱۵۶۳°شرقی |        | ۲۳۵۷ |
| لالیشه                    | ۳۳°۲۵′۰۰″شمالی ۵۱°۴۶′۵۶″شرقی / ۳۳٫۴۱۶۶°شمالی ۵۱٫۷۸۲۲°شرقی |        | ۲۳۵۸ |
| لالیوان                   | ۳۳°۲۷′۰۳″شمالی ۵۱°۴۰′۵۱″شرقی / ۳۳٫۴۵۰۸°شمالی ۵۱٫۶۸۰۷°شرقی |        | ۲۳۵۹ |
| لاماره                    | ۳۳°۳۶′۰۴″شمالی ۵۱°۳۹′۰۹″شرقی / ۳۳٫۶۰۱۲°شمالی ۵۱٫۶۵۲۴°شرقی |        | ۲۳۶۰ |
| لامعدن                    | ۳۳°۳۳′۲۳″شمالی ۵۱°۳۰′۲۲″شرقی / ۳۳٫۵۵۶۵°شمالی ۵۱٫۵۰۶۲°شرقی |        | ۲۳۶۱ |
| لامو                      | ۳۳°۱۸′۳۱″شمالی ۵۱°۵۹′۳۲″شرقی / ۳۳٫۳۰۸۶°شمالی ۵۱٫۹۹۲۳°شرقی |        | ۲۳۶۲ |
| لامو                      | ۳۳°۱۹′۱۷″شمالی ۵۲°۰۰′۲۷″شرقی / ۳۳٫۳۲۱۳°شمالی ۵۲٫۰۰۷۶°شرقی |        | ۲۳۶۳ |
| لامورچه                   | ۳۳°۳۱′۲۲″شمالی ۵۱°۵۱′۱۳″شرقی / ۳۳٫۵۲۲۹°شمالی ۵۱٫۸۵۳۶°شرقی |        | ۲۳۶۴ |
| لامومنارچه                | ۳۳°۱۹′۵۰″شمالی ۵۲°۰۱′۲۰″شرقی / ۳۳٫۳۳۰۵°شمالی ۵۲٫۰۲۲۲°شرقی |        | ۲۳۶۵ |
| لاوی                      | ۳۳°۲۸′۱۰″شمالی ۵۱°۴۶′۲۷″شرقی / ۳۳٫۴۶۹۵°شمالی ۵۱٫۷۷۴۲°شرقی |        | ۲۳۶۶ |
| له گل                     | ۳۳°۲۳′۴۸″شمالی ۵۱°۴۳′۱۳″شرقی / ۳۳٫۳۹۶۶°شمالی ۵۱٫۷۲۰۴°شرقی |        | ۲۳۶۷ |
| لیچاره                    | ۳۳°۲۸′۲۴″شمالی ۵۱°۳۸′۳۳″شرقی / ۳۳٫۴۷۳۲°شمالی ۵۱٫۶۴۲۵°شرقی |        | ۲۳۶۸ |
| لیون                      | ۳۳°۲۶′۳۴″شمالی ۵۱°۴۶′۴۷″شرقی / ۳۳٫۴۴۲۷°شمالی ۵۱٫۷۷۹۸°شرقی |        | ۲۳۶۹ |
| ملکی                      | ۳۳°۲۰′۳۹″شمالی ۵۲°۰۱′۳۵″شرقی / ۳۳٫۳۴۴۳°شمالی ۵۲٫۰۲۶۳°شرقی |        | ۲۳۷۰ |
| میشاب                     | ۳۳°۲۱′۰۶″شمالی ۵۲°۰۶′۰۲″شرقی / ۳۳٫۳۵۱۶°شمالی ۵۲٫۱۰۰۶°شرقی |        | ۲۳۷۱ |
| میله لاخر                 | ۳۳°۲۱′۲۲″شمالی ۵۲°۰۴′۴۱″شرقی / ۳۳٫۳۵۶۲°شمالی ۵۲٫۰۷۸۱°شرقی |        | ۲۳۷۲ |
| نرزرد                     | ۳۳°۲۵′۳۴″شمالی ۵۱°۳۷′۴۷″شرقی / ۳۳٫۴۲۶۱°شمالی ۵۱٫۶۲۹۷°شرقی |        | ۲۳۷۳ |
| نرزرد                     | ۳۳°۲۶′۵۹″شمالی ۵۱°۳۶′۴۵″شرقی / ۳۳٫۴۴۹۶°شمالی ۵۱٫۶۱۲۵°شرقی |        | ۲۳۷۴ |
| نرقوچون                   | ۳۳°۳۲′۴۰″شمالی ۵۱°۳۳′۳۹″شرقی / ۳۳٫۵۴۴۴°شمالی ۵۱٫۵۶۰۹°شرقی |        | ۲۳۷۵ |
| نرلامازگه                 | ۳۳°۳۳′۰۶″شمالی ۵۱°۳۳′۲۲″شرقی / ۳۳٫۵۵۱۸°شمالی ۵۱٫۵۵۶۱°شرقی |        | ۲۳۷۶ |
| نرهمبه                    | ۳۳°۳۲′۳۵″شمالی ۵۱°۳۶′۰۵″شرقی / ۳۳٫۵۴۳۰°شمالی ۵۱٫۶۰۱۳°شرقی |        | ۲۳۷۷ |
| هامون                     | ۳۳°۳۱′۲۹″شمالی ۵۱°۴۰′۵۱″شرقی / ۳۳٫۵۲۴۶°شمالی ۵۱٫۶۸۰۷°شرقی |        | ۲۳۷۸ |
| هبوط                      | ۳۳°۱۹′۵۸″شمالی ۵۲°۰۵′۲۰″شرقی / ۳۳٫۳۳۲۸°شمالی ۵۲٫۰۸۸۸°شرقی |        | ۲۳۷۹ |
| هشاش                      | ۳۳°۳۲′۲۴″شمالی ۵۱°۴۲′۰۴″شرقی / ۳۳٫۵۴۰۰°شمالی ۵۱٫۷۰۱۲°شرقی |        | ۲۳۸۰ |
| هشکف                      | ۳۳°۳۰′۱۰″شمالی ۵۱°۴۳′۴۸″شرقی / ۳۳٫۵۰۲۹°شمالی ۵۱٫۷۳۰۱°شرقی |        | ۲۳۸۱ |
| هفت آبه                   | ۳۳°۳۳′۱۲″شمالی ۵۱°۴۰′۰۳″شرقی / ۳۳٫۵۵۳۲°شمالی ۵۱٫۶۶۷۵°شرقی |        | ۲۳۸۲ |
| هله کتاره                 | ۳۳°۳۳′۵۶″شمالی ۵۱°۳۶′۲۱″شرقی / ۳۳٫۵۶۵۶°شمالی ۵۱٫۶۰۵۷°شرقی |        | ۲۳۸۳ |
| همزا                      | ۳۳°۲۱′۳۲″شمالی ۵۱°۵۴′۴۷″شرقی / ۳۳٫۳۵۸۸°شمالی ۵۱٫۹۱۳۰°شرقی |        | ۲۳۸۴ |
| هنوط                      | ۳۳°۱۸′۱۳″شمالی ۵۲°۰۷′۴۶″شرقی / ۳۳٫۳۰۳۷°شمالی ۵۲٫۱۲۹۴°شرقی |        | ۲۳۸۵ |
| هنوط                      | ۳۳°۱۸′۵۳″شمالی ۵۲°۰۶′۵۰″شرقی / ۳۳٫۳۱۴۸°شمالی ۵۲٫۱۱۳۹°شرقی |        | ۲۳۸۶ |
| هیمند                     | ۳۳°۳۷′۴۵″شمالی ۵۱°۴۰′۵۷″شرقی / ۳۳٫۶۲۹۳°شمالی ۵۱٫۶۸۲۶°شرقی |        | ۲۳۸۷ |
| هیمند                     | ۳۳°۳۷′۰۲″شمالی ۵۱°۳۷′۰۰″شرقی / ۳۳٫۶۱۷۱°شمالی ۵۱٫۶۱۶۸°شرقی |        | ۲۳۸۸ |
| وراسبی                    | ۳۳°۳۱′۰۰″شمالی ۵۱°۵۰′۲۹″شرقی / ۳۳٫۵۱۶۶°شمالی ۵۱٫۸۴۱۵°شرقی |        | ۲۳۸۹ |
| ورکمر                     | ۳۳°۲۷′۱۹″شمالی ۵۱°۴۱′۳۳″شرقی / ۳۳٫۴۵۵۴°شمالی ۵۱٫۶۹۲۵°شرقی |        | ۲۳۹۰ |
| وروان                     | ۳۳°۳۴′۲۵″شمالی ۵۱°۴۸′۲۶″شرقی / ۳۳٫۵۷۳۷°شمالی ۵۱٫۸۰۷۳°شرقی |        | ۲۳۹۱ |
| وروشت                     | ۳۳°۳۵′۴۶″شمالی ۵۱°۳۸′۵۱″شرقی / ۳۳٫۵۹۶۲°شمالی ۵۱٫۶۴۷۴°شرقی |        | ۲۳۹۲ |
| ویحوشک                    | ۳۳°۱۹′۴۴″شمالی ۵۱°۵۸′۳۶″شرقی / ۳۳٫۳۲۸۹°شمالی ۵۱٫۹۷۶۷°شرقی |        | ۲۳۹۳ |
| آب چنگه                   | ۳۳°۰۵′۵۲″شمالی ۵۲°۲۷′۵۳″شرقی / ۳۳٫۰۹۷۷°شمالی ۵۲٫۴۶۴۶°شرقی |        | ۲۳۹۴ |
| ابراهیم‌آباد               | ۳۳°۰۸′۲۳″شمالی ۵۲°۲۶′۵۰″شرقی / ۳۳٫۱۳۹۶°شمالی ۵۲٫۴۴۷۱°شرقی |        | ۲۳۹۵ |
| آخورقلا                   | ۳۳°۲۰′۳۳″شمالی ۵۲°۲۹′۱۸″شرقی / ۳۳٫۳۴۲۵°شمالی ۵۲٫۴۸۸۴°شرقی |        | ۲۳۹۶ |
| استون کثیر                | ۳۳°۰۹′۴۶″شمالی ۵۲°۲۱′۱۶″شرقی / ۳۳٫۱۶۲۹°شمالی ۵۲٫۳۵۴۴°شرقی |        | ۲۳۹۷ |
| آستونی                    | ۳۲°۵۴′۰۶″شمالی ۵۲°۲۵′۵۸″شرقی / ۳۲٫۹۰۱۸°شمالی ۵۲٫۴۳۲۹°شرقی |        | ۲۳۹۸ |
| اسماعیل                   | ۳۳°۰۰′۵۰″شمالی ۵۲°۲۹′۳۲″شرقی / ۳۳٫۰۱۳۹°شمالی ۵۲٫۴۹۲۱°شرقی |        | ۲۳۹۹ |
| اشکنه                     | ۳۳°۱۲′۰۶″شمالی ۵۲°۰۸′۲۱″شرقی / ۳۳٫۲۰۱۷°شمالی ۵۲٫۱۳۹۲°شرقی |        | ۲۴۰۰ |
| آقاشفیع                   | ۳۳°۰۹′۰۹″شمالی ۵۲°۱۶′۱۸″شرقی / ۳۳٫۱۵۲۵°شمالی ۵۲٫۲۷۱۷°شرقی |        | ۲۴۰۱ |
| آلاسکه                    | ۳۳°۰۹′۵۳″شمالی ۵۱°۵۸′۳۳″شرقی / ۳۳٫۱۶۴۶°شمالی ۵۱٫۹۷۵۹°شرقی |        | ۲۴۰۲ |
| اولویی                    | ۳۲°۵۹′۰۹″شمالی ۵۲°۳۲′۰۶″شرقی / ۳۲٫۹۸۵۷°شمالی ۵۲٫۵۳۵۱°شرقی |        | ۲۴۰۳ |
| اویسی                     | ۳۳°۱۹′۵۳″شمالی ۵۲°۰۹′۴۶″شرقی / ۳۳٫۳۳۱۳°شمالی ۵۲٫۱۶۲۷°شرقی |        | ۲۴۰۴ |
| بابونه                    | ۳۳°۱۵′۴۹″شمالی ۵۲°۲۶′۵۴″شرقی / ۳۳٫۲۶۳۷°شمالی ۵۲٫۴۴۸۲°شرقی |        | ۲۴۰۵ |
| بادامی                    | ۳۳°۰۱′۴۸″شمالی ۵۲°۱۶′۰۲″شرقی / ۳۳٫۰۲۹۹°شمالی ۵۲٫۲۶۷۱°شرقی |        | ۲۴۰۶ |
| بادامی                    | ۳۳°۰۱′۵۷″شمالی ۵۲°۱۷′۲۴″شرقی / ۳۳٫۰۳۲۵°شمالی ۵۲٫۲۸۹۹°شرقی |        | ۲۴۰۷ |
| بارجی                     | ۳۳°۱۵′۲۶″شمالی ۵۲°۱۲′۲۸″شرقی / ۳۳٫۲۵۷۱°شمالی ۵۲٫۲۰۷۹°شرقی |        | ۲۴۰۸ |
| باغ وسبزه                 | ۳۳°۰۲′۳۲″شمالی ۵۲°۰۶′۳۶″شرقی / ۳۳٫۰۴۲۱°شمالی ۵۲٫۱۱۰۰°شرقی |        | ۲۴۰۹ |
| بایسون                    | ۳۳°۱۷′۵۹″شمالی ۵۲°۲۸′۱۶″شرقی / ۳۳٫۲۹۹۶°شمالی ۵۲٫۴۷۱۲°شرقی |        | ۲۴۱۰ |
| برزرد                     | ۳۳°۰۰′۰۶″شمالی ۵۲°۰۹′۰۶″شرقی / ۳۳٫۰۰۱۶°شمالی ۵۲٫۱۵۱۸°شرقی |        | ۲۴۱۱ |
| برف سفیدو                 | ۳۳°۱۹′۰۸″شمالی ۵۲°۲۹′۵۷″شرقی / ۳۳٫۳۱۹۰°شمالی ۵۲٫۴۹۹۱°شرقی |        | ۲۴۱۲ |
| بزنه این                  | ۳۳°۱۰′۳۳″شمالی ۵۲°۱۹′۰۶″شرقی / ۳۳٫۱۷۵۷°شمالی ۵۲٫۳۱۸۴°شرقی |        | ۲۴۱۳ |
| بزنهنگ                    | ۳۳°۱۶′۲۰″شمالی ۵۲°۰۹′۴۲″شرقی / ۳۳٫۲۷۲۲°شمالی ۵۲٫۱۶۱۷°شرقی |        | ۲۴۱۴ |
| بطروقون                   | ۳۳°۵۶′۰۰″شمالی ۵۲°۲۲′۵۶″شرقی / ۳۳٫۹۳۳۳°شمالی ۵۲٫۳۸۲۲°شرقی |        | ۲۴۱۵ |
| بطروقون                   | ۳۳°۵۶′۳۰″شمالی ۵۲°۲۴′۴۴″شرقی / ۳۳٫۹۴۱۷°شمالی ۵۲٫۴۱۲۳°شرقی |        | ۲۴۱۶ |
| بل لاچه                   | ۳۳°۱۲′۲۱″شمالی ۵۲°۱۴′۳۶″شرقی / ۳۳٫۲۰۵۸°شمالی ۵۲٫۲۴۳۲°شرقی |        | ۲۴۱۷ |
| بل لاچه                   | ۳۳°۱۴′۰۳″شمالی ۵۲°۱۵′۳۷″شرقی / ۳۳٫۲۳۴۲°شمالی ۵۲٫۲۶۰۴°شرقی |        | ۲۴۱۸ |
| بل لک                     | ۳۴°۰۱′۲۹″شمالی ۵۲°۲۹′۳۶″شرقی / ۳۴٫۰۲۴۸°شمالی ۵۲٫۴۹۳۴°شرقی |        | ۲۴۱۹ |
| بندآب چنگه                | ۳۳°۰۴′۲۹″شمالی ۵۲°۲۷′۲۷″شرقی / ۳۳٫۰۷۴۷°شمالی ۵۲٫۴۵۷۴°شرقی |        | ۲۴۲۰ |
| بندآب چنگه                | ۳۳°۰۳′۵۶″شمالی ۵۲°۲۸′۱۵″شرقی / ۳۳٫۰۶۵۵°شمالی ۵۲٫۴۷۰۹°شرقی |        | ۲۴۲۱ |
| بندآب کم                  | ۳۲°۵۹′۳۹″شمالی ۵۲°۰۱′۲۵″شرقی / ۳۲٫۹۹۴۱°شمالی ۵۲٫۰۲۳۵°شرقی |        | ۲۴۲۲ |
| بندآلاسکه                 | ۳۳°۱۰′۰۰″شمالی ۵۱°۵۹′۲۴″شرقی / ۳۳٫۱۶۶۷°شمالی ۵۱٫۹۹۰۰°شرقی |        | ۲۴۲۳ |
| بندآلاسکه                 | ۳۳°۱۰′۰۷″شمالی ۵۲°۰۰′۰۶″شرقی / ۳۳٫۱۶۸۶°شمالی ۵۲٫۰۰۱۷°شرقی |        | ۲۴۲۴ |
| بندچرک نی وال             | ۳۳°۵۸′۴۸″شمالی ۵۲°۳۹′۳۶″شرقی / ۳۳٫۹۸۰۰°شمالی ۵۲٫۶۶۰۱°شرقی |        | ۲۴۲۵ |
| بندچرک نی وال             | ۳۳°۵۹′۲۲″شمالی ۵۲°۳۶′۲۶″شرقی / ۳۳٫۹۸۹۵°شمالی ۵۲٫۶۰۷۱°شرقی |        | ۲۴۲۶ |
| بنددربند                  | ۳۳°۰۸′۰۰″شمالی ۵۲°۱۳′۲۱″شرقی / ۳۳٫۱۳۳۴°شمالی ۵۲٫۲۲۲۵°شرقی |        | ۲۴۲۷ |
| بنددوقلون                 | ۳۳°۲۰′۲۵″شمالی ۵۲°۰۹′۴۸″شرقی / ۳۳٫۳۴۰۳°شمالی ۵۲٫۱۶۳۲°شرقی |        | ۲۴۲۸ |
| بندسردهن                  | ۳۳°۱۶′۱۴″شمالی ۵۱°۵۴′۱۸″شرقی / ۳۳٫۲۷۰۶°شمالی ۵۱٫۹۰۵۰°شرقی |        | ۲۴۲۹ |
| بندگرتش                   | ۳۳°۲۱′۴۱″شمالی ۵۲°۰۹′۵۱″شرقی / ۳۳٫۳۶۱۳°شمالی ۵۲٫۱۶۴۲°شرقی |        | ۲۴۳۰ |
| بندگری                    | ۳۳°۰۳′۱۲″شمالی ۵۲°۲۶′۵۸″شرقی / ۳۳٫۰۵۳۳°شمالی ۵۲٫۴۴۹۴°شرقی |        | ۲۴۳۱ |
| بندلااشک                  | ۳۳°۱۹′۵۴″شمالی ۵۲°۰۷′۳۹″شرقی / ۳۳٫۳۳۱۸°شمالی ۵۲٫۱۲۷۶°شرقی |        | ۲۴۳۲ |
| بهرونی                    | ۳۳°۱۵′۴۹″شمالی ۵۲°۱۸′۰۴″شرقی / ۳۳٫۲۶۳۷°شمالی ۵۲٫۳۰۱۱°شرقی |        | ۲۴۳۳ |
| بوکن                      | ۳۳°۰۷′۰۳″شمالی ۵۲°۱۹′۰۵″شرقی / ۳۳٫۱۱۷۶°شمالی ۵۲٫۳۱۸۰°شرقی |        | ۲۴۳۴ |
| پاتیل                     | ۳۳°۱۵′۴۶″شمالی ۵۲°۴۱′۳۸″شرقی / ۳۳٫۲۶۲۷°شمالی ۵۲٫۶۹۴۰°شرقی |        | ۲۴۳۵ |
| پاچنو                     | ۳۳°۱۶′۰۶″شمالی ۵۲°۳۴′۲۸″شرقی / ۳۳٫۲۶۸۳°شمالی ۵۲٫۵۷۴۵°شرقی |        | ۲۴۳۶ |
| پازناب                    | ۳۳°۰۹′۵۸″شمالی ۵۲°۰۳′۲۳″شرقی / ۳۳٫۱۶۶۱°شمالی ۵۲٫۰۵۶۵°شرقی |        | ۲۴۳۷ |
| پازناب                    | ۳۳°۰۹′۲۷″شمالی ۵۲°۰۱′۳۹″شرقی / ۳۳٫۱۵۷۴°شمالی ۵۲٫۰۲۷۶°شرقی |        | ۲۴۳۸ |
| پته بید                   | ۳۳°۵۳′۴۳″شمالی ۵۳°۰۴′۰۳″شرقی / ۳۳٫۸۹۵۲°شمالی ۵۳٫۰۶۷۶°شرقی |        | ۲۴۳۹ |
| پروین                     | ۳۳°۰۰′۵۴″شمالی ۵۲°۳۷′۴۶″شرقی / ۳۳٫۰۱۵۱°شمالی ۵۲٫۶۲۹۵°شرقی |        | ۲۴۴۰ |
| پروین                     | ۳۳°۰۰′۲۱″شمالی ۵۲°۳۷′۱۲″شرقی / ۳۳٫۰۰۵۷°شمالی ۵۲٫۶۱۹۹°شرقی |        | ۲۴۴۱ |
| پشت قلعه                  | ۳۳°۰۴′۴۲″شمالی ۵۲°۲۵′۳۰″شرقی / ۳۳٫۰۷۸۳°شمالی ۵۲٫۴۲۵۰°شرقی |        | ۲۴۴۲ |
| پل چی                     | ۳۳°۱۳′۵۴″شمالی ۵۱°۵۸′۱۵″شرقی / ۳۳٫۲۳۱۷°شمالی ۵۱٫۹۷۰۹°شرقی |        | ۲۴۴۳ |
| پلاسچه                    | ۳۲°۵۵′۵۰″شمالی ۵۲°۲۷′۲۶″شرقی / ۳۲٫۹۳۰۵°شمالی ۵۲٫۴۵۷۱°شرقی |        | ۲۴۴۴ |
| پلکی                      | ۳۳°۱۶′۴۲″شمالی ۵۲°۱۸′۱۹″شرقی / ۳۳٫۲۷۸۲°شمالی ۵۲٫۳۰۵۳°شرقی |        | ۲۴۴۵ |
| پلنگ                      | ۳۳°۰۵′۳۸″شمالی ۵۲°۲۱′۳۲″شرقی / ۳۳٫۰۹۴۰°شمالی ۵۲٫۳۵۹۰°شرقی |        | ۲۴۴۶ |
| پنبی                      | ۳۳°۱۱′۵۶″شمالی ۵۲°۰۲′۱۶″شرقی / ۳۳٫۱۹۸۸°شمالی ۵۲٫۰۳۷۹°شرقی |        | ۲۴۴۷ |
| پوزو                      | ۳۳°۱۹′۴۷″شمالی ۵۲°۱۰′۳۶″شرقی / ۳۳٫۳۲۹۶°شمالی ۵۲٫۱۷۶۷°شرقی |        | ۲۴۴۸ |
| پیناوند                   | ۳۳°۰۵′۲۳″شمالی ۵۲°۰۲′۰۸″شرقی / ۳۳٫۰۸۹۸°شمالی ۵۲٫۰۳۵۵°شرقی |        | ۲۴۴۹ |
| پیناوند                   | ۳۳°۰۴′۰۲″شمالی ۵۲°۰۰′۰۶″شرقی / ۳۳٫۰۶۷۲°شمالی ۵۲٫۰۰۱۸°شرقی |        | ۲۴۵۰ |
| تخت سرخ                   | ۳۳°۰۸′۳۳″شمالی ۵۲°۰۳′۱۴″شرقی / ۳۳٫۱۴۲۵°شمالی ۵۲٫۰۵۴۰°شرقی |        | ۲۴۵۱ |
| تخته گونده                | ۳۳°۰۸′۵۸″شمالی ۵۲°۴۱′۳۷″شرقی / ۳۳٫۱۴۹۵°شمالی ۵۲٫۶۹۳۷°شرقی |        | ۲۴۵۲ |
| تختی اصفهانی              | ۳۳°۰۶′۴۱″شمالی ۵۲°۱۲′۳۶″شرقی / ۳۳٫۱۱۱۴°شمالی ۵۲٫۲۱۰۰°شرقی |        | ۲۴۵۳ |
| تختی چال                  | ۳۳°۱۶′۲۹″شمالی ۵۱°۵۵′۳۴″شرقی / ۳۳٫۲۷۴۸°شمالی ۵۱٫۹۲۶۰°شرقی |        | ۲۴۵۴ |
| تختی زعمیر                | ۳۳°۱۳′۲۶″شمالی ۵۱°۵۹′۰۵″شرقی / ۳۳٫۲۲۴۰°شمالی ۵۱٫۹۸۴۷°شرقی |        | ۲۴۵۵ |
| تختی قلائی                | ۳۳°۰۵′۲۷″شمالی ۵۲°۱۴′۴۲″شرقی / ۳۳٫۰۹۰۸°شمالی ۵۲٫۲۴۴۹°شرقی |        | ۲۴۵۶ |
| تختی لالوک                | ۳۳°۰۰′۴۸″شمالی ۵۲°۱۱′۲۹″شرقی / ۳۳٫۰۱۳۳°شمالی ۵۲٫۱۹۱۵°شرقی |        | ۲۴۵۷ |
| تقل لارو                  | ۳۳°۰۴′۱۳″شمالی ۵۲°۱۹′۰۹″شرقی / ۳۳٫۰۷۰۴°شمالی ۵۲٫۳۱۹۳°شرقی |        | ۲۴۵۸ |
| تل توتین                  | ۳۳°۱۷′۰۵″شمالی ۵۲°۳۲′۱۴″شرقی / ۳۳٫۲۸۴۶°شمالی ۵۲٫۵۳۷۳°شرقی |        | ۲۴۵۹ |
| تل چاق ماقی               | ۳۳°۴۶′۰۹″شمالی ۵۲°۵۹′۲۱″شرقی / ۳۳٫۷۶۹۱°شمالی ۵۲٫۹۸۹۳°شرقی |        | ۲۴۶۰ |
| تل چاق ماقی               | ۳۳°۴۶′۲۳″شمالی ۵۳°۰۰′۱۲″شرقی / ۳۳٫۷۷۳۱°شمالی ۵۳٫۰۰۳۳°شرقی |        | ۲۴۶۱ |
| تل ذغالی                  | ۳۳°۴۸′۳۸″شمالی ۵۳°۰۷′۰۲″شرقی / ۳۳٫۸۱۰۵°شمالی ۵۳٫۱۱۷۲°شرقی |        | ۲۴۶۲ |
| تل سنگابه                 | ۳۲°۵۹′۴۰″شمالی ۵۲°۳۰′۵۳″شرقی / ۳۲٫۹۹۴۴°شمالی ۵۲٫۵۱۴۸°شرقی |        | ۲۴۶۳ |
| تل سیاه                   | ۳۲°۵۵′۲۵″شمالی ۵۲°۳۵′۳۰″شرقی / ۳۲٫۹۲۳۶°شمالی ۵۲٫۵۹۱۶°شرقی |        | ۲۴۶۴ |
| تل میرمایه                | ۳۲°۵۹′۲۳″شمالی ۵۲°۳۳′۱۰″شرقی / ۳۲٫۹۸۹۷°شمالی ۵۲٫۵۵۲۷°شرقی |        | ۲۴۶۵ |
| تل میلاگردی               | ۳۳°۵۸′۲۱″شمالی ۵۲°۴۲′۰۰″شرقی / ۳۳٫۹۷۲۴°شمالی ۵۲٫۶۹۹۹°شرقی |        | ۲۴۶۶ |
| تلهای سیاه                | ۳۳°۴۷′۵۱″شمالی ۵۳°۰۵′۴۸″شرقی / ۳۳٫۷۹۷۶°شمالی ۵۳٫۰۹۶۶°شرقی |        | ۲۴۶۷ |
| تلهای سیاه سینه           | ۳۳°۴۷′۳۰″شمالی ۵۳°۰۰′۰۵″شرقی / ۳۳٫۷۹۱۶°شمالی ۵۳٫۰۰۱۴°شرقی |        | ۲۴۶۸ |
| تلهای سیاه سینه چشمه گوهر | ۳۳°۴۷′۴۴″شمالی ۵۲°۵۸′۱۷″شرقی / ۳۳٫۷۹۵۶°شمالی ۵۲٫۹۷۱۵°شرقی |        | ۲۴۶۹ |
| توپچه                     | ۳۳°۱۳′۰۰″شمالی ۵۱°۵۳′۰۰″شرقی / ۳۳٫۲۱۶۶°شمالی ۵۱٫۸۸۳۲°شرقی |        | ۲۴۷۰ |
| توکه                      | ۳۳°۰۴′۵۸″شمالی ۵۲°۳۱′۵۲″شرقی / ۳۳٫۰۸۲۷°شمالی ۵۲٫۵۳۱۰°شرقی |        | ۲۴۷۱ |
| تیغه پشت مهدیه            | ۳۳°۵۲′۰۶″شمالی ۵۲°۵۶′۲۳″شرقی / ۳۳٫۸۶۸۳°شمالی ۵۲٫۹۳۹۸°شرقی |        | ۲۴۷۲ |
| تیغه چشمه پلنگی           | ۳۳°۵۱′۳۴″شمالی ۵۲°۵۷′۵۸″شرقی / ۳۳٫۸۵۹۴°شمالی ۵۲٫۹۶۶۰°شرقی |        | ۲۴۷۳ |
| تیغه گدارچیکابو           | ۳۳°۵۱′۲۴″شمالی ۵۲°۵۸′۵۹″شرقی / ۳۳٫۸۵۶۸°شمالی ۵۲٫۹۸۳۰°شرقی |        | ۲۴۷۴ |
| تیغه گدارچیکابو           | ۳۳°۵۰′۴۳″شمالی ۵۳°۰۰′۰۰″شرقی / ۳۳٫۸۴۵۳°شمالی ۵۳٫۰۰۰۱°شرقی |        | ۲۴۷۵ |
| جبه سیاه                  | ۳۳°۰۵′۰۲″شمالی ۵۲°۲۲′۱۰″شرقی / ۳۳٫۰۸۴۰°شمالی ۵۲٫۳۶۹۵°شرقی |        | ۲۴۷۶ |
| چاماسه                    | ۳۳°۰۱′۵۱″شمالی ۵۲°۱۱′۲۴″شرقی / ۳۳٫۰۳۰۹°شمالی ۵۲٫۱۹۰۰°شرقی |        | ۲۴۷۷ |
| چاماسه                    | ۳۳°۰۱′۳۰″شمالی ۵۲°۱۲′۴۲″شرقی / ۳۳٫۰۲۵۱°شمالی ۵۲٫۲۱۱۷°شرقی |        | ۲۴۷۸ |
| چاه بادام                 | ۳۳°۵۵′۴۷″شمالی ۵۲°۲۱′۳۴″شرقی / ۳۳٫۹۲۹۷°شمالی ۵۲٫۳۵۹۴°شرقی |        | ۲۴۷۹ |
| چاه تلگستان               | ۳۳°۱۲′۳۰″شمالی ۵۱°۵۸′۵۶″شرقی / ۳۳٫۲۰۸۳°شمالی ۵۱٫۹۸۲۳°شرقی |        | ۲۴۸۰ |
| چاه تلگستان               | ۳۳°۱۲′۳۲″شمالی ۵۲°۰۰′۰۹″شرقی / ۳۳٫۲۰۹۰°شمالی ۵۲٫۰۰۲۶°شرقی |        | ۲۴۸۱ |
| چاه سرخ                   | ۳۳°۰۹′۳۴″شمالی ۵۲°۰۱′۱۴″شرقی / ۳۳٫۱۵۹۴°شمالی ۵۲٫۰۲۰۵°شرقی |        | ۲۴۸۲ |
| چاه سنگون                 | ۳۳°۵۵′۳۱″شمالی ۵۲°۲۳′۲۷″شرقی / ۳۳٫۹۲۵۴°شمالی ۵۲٫۳۹۰۹°شرقی |        | ۲۴۸۳ |
| چاه سنگون                 | ۳۳°۵۵′۳۸″شمالی ۵۲°۲۴′۳۱″شرقی / ۳۳٫۹۲۷۳°شمالی ۵۲٫۴۰۸۵°شرقی |        | ۲۴۸۴ |
| چاه علی خان               | ۳۳°۳۹′۳۲″شمالی ۵۲°۵۸′۴۸″شرقی / ۳۳٫۶۵۹۰°شمالی ۵۲٫۹۸۰۱°شرقی |        | ۲۴۸۵ |
| چاه قله                   | ۳۳°۵۲′۰۰″شمالی ۵۲°۲۰′۱۰″شرقی / ۳۳٫۸۶۶۷°شمالی ۵۲٫۳۳۶۰°شرقی |        | ۲۴۸۶ |
| چاه گرگ                   | ۳۴°۰۲′۱۴″شمالی ۵۲°۳۰′۵۲″شرقی / ۳۴٫۰۳۷۳°شمالی ۵۲٫۵۱۴۴°شرقی |        | ۲۴۸۷ |
| چاه ویچل                  | ۳۳°۱۳′۵۱″شمالی ۵۱°۵۶′۳۰″شرقی / ۳۳٫۲۳۰۸°شمالی ۵۱٫۹۴۱۷°شرقی |        | ۲۴۸۸ |
| چاه ویچل                  | ۳۳°۱۴′۱۲″شمالی ۵۱°۵۶′۵۴″شرقی / ۳۳٫۲۳۶۶°شمالی ۵۱٫۹۴۸۳°شرقی |        | ۲۴۸۹ |
| چاه ویچل                  | ۳۳°۱۳′۳۷″شمالی ۵۱°۵۶′۲۶″شرقی / ۳۳٫۲۲۶۹°شمالی ۵۱٫۹۴۰۶°شرقی |        | ۲۴۹۰ |
| چخماقیه                   | ۳۴°۲۵′۰۵″شمالی ۵۲°۲۶′۲۶″شرقی / ۳۴٫۴۱۸۱°شمالی ۵۲٫۴۴۰۵°شرقی |        | ۲۴۹۱ |
| چرخ                       | ۳۳°۰۵′۲۷″شمالی ۵۲°۲۲′۵۷″شرقی / ۳۳٫۰۹۰۷°شمالی ۵۲٫۳۸۲۴°شرقی |        | ۲۴۹۲ |
| چرک نی وال                | ۳۳°۵۹′۵۴″شمالی ۵۲°۳۶′۴۲″شرقی / ۳۳٫۹۹۸۲°شمالی ۵۲٫۶۱۱۶°شرقی |        | ۲۴۹۳ |
| چرک ونی وال               | ۳۴°۰۰′۰۴″شمالی ۵۲°۳۹′۴۳″شرقی / ۳۴٫۰۰۱۰°شمالی ۵۲٫۶۶۲۰°شرقی |        | ۲۴۹۴ |
| چرک ونی وال               | ۳۴°۰۰′۳۴″شمالی ۵۲°۳۷′۲۹″شرقی / ۳۴٫۰۰۹۵°شمالی ۵۲٫۶۲۴۷°شرقی |        | ۲۴۹۵ |
| چرک ونی وال               | ۳۴°۰۰′۱۱″شمالی ۵۲°۳۸′۱۱″شرقی / ۳۴٫۰۰۳۰°شمالی ۵۲٫۶۳۶۳°شرقی |        | ۲۴۹۶ |
| چرک ونی وال               | ۳۴°۰۰′۲۹″شمالی ۵۲°۳۶′۲۵″شرقی / ۳۴٫۰۰۸۱°شمالی ۵۲٫۶۰۷۰°شرقی |        | ۲۴۹۷ |
| چره چره                   | ۳۳°۰۴′۵۳″شمالی ۵۲°۱۶′۲۰″شرقی / ۳۳٫۰۸۱۵°شمالی ۵۲٫۲۷۲۳°شرقی |        | ۲۴۹۸ |
| چزی                       | ۳۳°۱۹′۱۶″شمالی ۵۲°۲۷′۴۷″شرقی / ۳۳٫۳۲۱۱°شمالی ۵۲٫۴۶۳۰°شرقی |        | ۲۴۹۹ |
| چشمه شیرینه               | ۳۳°۵۰′۲۸″شمالی ۵۳°۰۲′۱۵″شرقی / ۳۳٫۸۴۱۱°شمالی ۵۳٫۰۳۷۶°شرقی |        | ۲۵۰۰ |
| چشمه علی خان              | ۳۳°۱۲′۴۰″شمالی ۵۲°۵۴′۵۵″شرقی / ۳۳٫۲۱۱۰°شمالی ۵۲٫۹۱۵۴°شرقی |        | ۲۵۰۱ |
| چشمه گوهر                 | ۳۳°۴۹′۲۴″شمالی ۵۳°۰۰′۴۵″شرقی / ۳۳٫۸۲۳۴°شمالی ۵۳٫۰۱۲۴°شرقی |        | ۲۵۰۲ |
| چشمه گوهر                 | ۳۳°۴۸′۴۰″شمالی ۵۳°۰۱′۴۱″شرقی / ۳۳٫۸۱۱۲°شمالی ۵۳٫۰۲۸۰°شرقی |        | ۲۵۰۳ |
| چغندری                    | ۳۴°۰۰′۲۸″شمالی ۵۲°۴۴′۳۳″شرقی / ۳۴٫۰۰۷۷°شمالی ۵۲٫۷۴۲۵°شرقی |        | ۲۵۰۴ |
| چغندری                    | ۳۴°۰۰′۱۸″شمالی ۵۲°۴۸′۰۰″شرقی / ۳۴٫۰۰۴۹°شمالی ۵۲٫۸۰۰۰°شرقی |        | ۲۵۰۵ |
| چغندری                    | ۳۴°۰۰′۳۵″شمالی ۵۲°۴۵′۴۴″شرقی / ۳۴٫۰۰۹۷°شمالی ۵۲٫۷۶۲۳°شرقی |        | ۲۵۰۶ |
| چغندری                    | ۳۳°۵۷′۱۴″شمالی ۵۲°۴۶′۳۸″شرقی / ۳۳٫۹۵۴۰°شمالی ۵۲٫۷۷۷۲°شرقی |        | ۲۵۰۷ |
| چغندری                    | ۳۳°۵۷′۵۱″شمالی ۵۲°۴۵′۱۴″شرقی / ۳۳٫۹۶۴۳°شمالی ۵۲٫۷۵۴۰°شرقی |        | ۲۵۰۸ |
| چغندری                    | ۳۳°۵۶′۱۸″شمالی ۵۲°۴۶′۴۴″شرقی / ۳۳٫۹۳۸۲°شمالی ۵۲٫۷۷۹۰°شرقی |        | ۲۵۰۹ |
| چقار                      | ۳۳°۱۳′۳۱″شمالی ۵۲°۰۳′۰۴″شرقی / ۳۳٫۲۲۵۲°شمالی ۵۲٫۰۵۱۲°شرقی |        | ۲۵۱۰ |
| چکاره                     | ۳۳°۰۹′۴۴″شمالی ۵۲°۲۸′۱۱″شرقی / ۳۳٫۱۶۲۱°شمالی ۵۲٫۴۶۹۶°شرقی |        | ۲۵۱۱ |
| چکاره سفید                | ۳۳°۱۰′۰۹″شمالی ۵۲°۲۹′۱۷″شرقی / ۳۳٫۱۶۹۳°شمالی ۵۲٫۴۸۸۰°شرقی |        | ۲۵۱۲ |
| چمبه سرخه                 | ۳۳°۰۴′۲۶″شمالی ۵۲°۱۳′۵۴″شرقی / ۳۳٫۰۷۳۸°شمالی ۵۲٫۲۳۱۸°شرقی |        | ۲۵۱۳ |
| چندک کلاغ                 | ۳۴°۰۰′۱۸″شمالی ۵۲°۵۱′۰۰″شرقی / ۳۴٫۰۰۵۱°شمالی ۵۲٫۸۴۹۹°شرقی |        | ۲۵۱۴ |
| چنگرزه                    | ۳۳°۱۵′۲۴″شمالی ۵۱°۵۷′۰۷″شرقی / ۳۳٫۲۵۶۷°شمالی ۵۱٫۹۵۱۹°شرقی |        | ۲۵۱۵ |
| چنگی                      | ۳۳°۲۰′۴۰″شمالی ۵۲°۰۶′۵۳″شرقی / ۳۳٫۳۴۴۴°شمالی ۵۲٫۱۱۴۷°شرقی |        | ۲۵۱۶ |
| چنه ای                    | ۳۳°۱۶′۰۵″شمالی ۵۱°۵۸′۰۷″شرقی / ۳۳٫۲۶۸۱°شمالی ۵۱٫۹۶۸۵°شرقی |        | ۲۵۱۷ |
| چولی                      | ۳۳°۰۲′۵۳″شمالی ۵۲°۱۰′۰۷″شرقی / ۳۳٫۰۴۸۱°شمالی ۵۲٫۱۶۸۵°شرقی |        | ۲۵۱۸ |
| چولی                      | ۳۳°۰۲′۳۳″شمالی ۵۲°۰۹′۳۰″شرقی / ۳۳٫۰۴۲۵°شمالی ۵۲٫۱۵۸۴°شرقی |        | ۲۵۱۹ |
| چیکابو                    | ۳۳°۵۱′۵۹″شمالی ۵۳°۰۰′۲۱″شرقی / ۳۳٫۸۶۶۵°شمالی ۵۳٫۰۰۵۸°شرقی |        | ۲۵۲۰ |
| حاج ابوطالب               | ۳۳°۰۲′۴۷″شمالی ۵۲°۰۹′۲۵″شرقی / ۳۳٫۰۴۶۴°شمالی ۵۲٫۱۵۶۹°شرقی |        | ۲۵۲۱ |
| حاجی عبدل                 | ۳۴°۰۱′۳۶″شمالی ۵۲°۲۷′۴۱″شرقی / ۳۴٫۰۲۶۸°شمالی ۵۲٫۴۶۱۵°شرقی |        | ۲۵۲۲ |
| خارنفس                    | ۳۳°۱۹′۳۳″شمالی ۵۲°۰۹′۰۶″شرقی / ۳۳٫۳۲۵۷°شمالی ۵۲٫۱۵۱۶°شرقی |        | ۲۵۲۳ |
| خارو                      | ۳۳°۵۵′۵۶″شمالی ۵۲°۲۵′۰۱″شرقی / ۳۳٫۹۳۲۱°شمالی ۵۲٫۴۱۷۰°شرقی |        | ۲۵۲۴ |
| خارو                      | ۳۳°۵۶′۰۸″شمالی ۵۲°۲۷′۱۱″شرقی / ۳۳٫۹۳۵۵°شمالی ۵۲٫۴۵۳۱°شرقی |        | ۲۵۲۵ |
| خارو                      | ۳۳°۵۵′۰۷″شمالی ۵۲°۴۸′۰۳″شرقی / ۳۳٫۹۱۸۶°شمالی ۵۲٫۸۰۰۹°شرقی |        | ۲۵۲۶ |
| خاصه تراش                 | ۳۳°۰۱′۵۶″شمالی ۵۲°۰۰′۵۴″شرقی / ۳۳٫۰۳۲۳°شمالی ۵۲٫۰۱۵۰°شرقی |        | ۲۵۲۷ |
| خاکنی                     | ۳۳°۰۴′۱۹″شمالی ۵۲°۲۰′۵۶″شرقی / ۳۳٫۰۷۱۹°شمالی ۵۲٫۳۴۸۸°شرقی |        | ۲۵۲۸ |
| خال سفید                  | ۳۳°۱۱′۲۰″شمالی ۵۲°۱۹′۳۷″شرقی / ۳۳٫۱۸۸۸°شمالی ۵۲٫۳۲۷۰°شرقی |        | ۲۵۲۹ |
| خالی سفید                 | ۳۴°۰۱′۱۵″شمالی ۵۲°۳۳′۵۴″شرقی / ۳۴٫۰۲۰۹°شمالی ۵۲٫۵۶۵۰°شرقی |        | ۲۵۳۰ |
| خرس                       | ۳۳°۰۳′۴۱″شمالی ۵۱°۵۸′۱۷″شرقی / ۳۳٫۰۶۱۳°شمالی ۵۱٫۹۷۱۳°شرقی |        | ۲۵۳۱ |
| خرسنگ                     | ۳۳°۱۱′۰۰″شمالی ۵۲°۴۵′۲۵″شرقی / ۳۳٫۱۸۳۴°شمالی ۵۲٫۷۵۶۹°شرقی |        | ۲۵۳۲ |
| خروس                      | ۳۳°۱۳′۵۷″شمالی ۵۲°۱۰′۳۵″شرقی / ۳۳٫۲۳۲۴°شمالی ۵۲٫۱۷۶۳°شرقی |        | ۲۵۳۳ |
| خروسه                     | ۳۳°۱۵′۲۷″شمالی ۵۲°۰۵′۱۴″شرقی / ۳۳٫۲۵۷۵°شمالی ۵۲٫۰۸۷۲°شرقی |        | ۲۵۳۴ |
| خطخطی                     | ۳۳°۱۹′۳۱″شمالی ۵۲°۱۵′۴۹″شرقی / ۳۳٫۳۲۵۴°شمالی ۵۲٫۲۶۳۵°شرقی |        | ۲۵۳۵ |
| خورداتل                   | ۳۳°۴۶′۲۶″شمالی ۵۲°۳۸′۳۳″شرقی / ۳۳٫۷۷۳۸°شمالی ۵۲٫۶۴۲۴°شرقی |        | ۲۵۳۶ |
| خورداتل                   | ۳۳°۴۷′۱۲″شمالی ۵۲°۴۱′۲۸″شرقی / ۳۳٫۷۸۶۶°شمالی ۵۲٫۶۹۱۰°شرقی |        | ۲۵۳۷ |
| خورنفس                    | ۳۳°۰۶′۲۳″شمالی ۵۲°۰۱′۱۴″شرقی / ۳۳٫۱۰۶۵°شمالی ۵۲٫۰۲۰۶°شرقی |        | ۲۵۳۸ |
| خونه                      | ۳۳°۱۵′۱۱″شمالی ۵۲°۱۶′۰۶″شرقی / ۳۳٫۲۵۳۱°شمالی ۵۲٫۲۶۸۲°شرقی |        | ۲۵۳۹ |
| دربندلاگور                | ۳۳°۱۱′۱۹″شمالی ۵۲°۱۲′۴۶″شرقی / ۳۳٫۱۸۸۵°شمالی ۵۲٫۲۱۲۸°شرقی |        | ۲۵۴۰ |
| دربندی                    | ۳۳°۰۹′۵۷″شمالی ۵۲°۱۱′۵۳″شرقی / ۳۳٫۱۶۵۸°شمالی ۵۲٫۱۹۸۰°شرقی |        | ۲۵۴۱ |
| درخت گردو                 | ۳۳°۰۴′۳۱″شمالی ۵۲°۱۷′۳۵″شرقی / ۳۳٫۰۷۵۳°شمالی ۵۲٫۲۹۳۰°شرقی |        | ۲۵۴۲ |
| دره باغ                   | ۳۳°۱۸′۱۰″شمالی ۵۲°۲۹′۳۳″شرقی / ۳۳٫۳۰۲۷°شمالی ۵۲٫۴۹۲۵°شرقی |        | ۲۵۴۳ |
| درویز                     | ۳۲°۵۹′۲۶″شمالی ۵۲°۰۴′۳۹″شرقی / ۳۲٫۹۹۰۵°شمالی ۵۲٫۰۷۷۴°شرقی |        | ۲۵۴۴ |
| دلو                       | ۳۳°۱۳′۲۲″شمالی ۵۲°۰۰′۱۷″شرقی / ۳۳٫۲۲۲۷°شمالی ۵۲٫۰۰۴۸°شرقی |        | ۲۵۴۵ |
| دم                        | ۳۳°۵۶′۰۳″شمالی ۵۳°۰۵′۲۱″شرقی / ۳۳٫۹۳۴۱°شمالی ۵۳٫۰۸۹۳°شرقی |        | ۲۵۴۶ |
| دماغه هاشم‌آباد            | ۳۴°۰۱′۵۳″شمالی ۵۲°۲۶′۱۷″شرقی / ۳۴٫۰۳۱۳°شمالی ۵۲٫۴۳۸۰°شرقی |        | ۲۵۴۷ |
| دوبرادران                 | ۳۳°۱۱′۲۹″شمالی ۵۲°۱۷′۴۸″شرقی / ۳۳٫۱۹۱۵°شمالی ۵۲٫۲۹۶۷°شرقی |        | ۲۵۴۸ |
| دوریه چن                  | ۳۳°۱۳′۰۱″شمالی ۵۲°۱۲′۳۷″شرقی / ۳۳٫۲۱۷۰°شمالی ۵۲٫۲۱۰۲°شرقی |        | ۲۵۴۹ |
| دوریه چن                  | ۳۳°۱۲′۲۶″شمالی ۵۲°۱۱′۱۲″شرقی / ۳۳٫۲۰۷۱°شمالی ۵۲٫۱۸۶۸°شرقی |        | ۲۵۵۰ |
| دوریه چن                  | ۳۳°۱۳′۳۰″شمالی ۵۲°۱۱′۴۵″شرقی / ۳۳٫۲۲۴۹°شمالی ۵۲٫۱۹۵۷°شرقی |        | ۲۵۵۱ |
| دوریه چن                  | ۳۳°۱۴′۳۲″شمالی ۵۲°۰۹′۵۹″شرقی / ۳۳٫۲۴۲۳°شمالی ۵۲٫۱۶۶۴°شرقی |        | ۲۵۵۲ |
| دوزخ                      | ۳۳°۵۰′۳۲″شمالی ۵۲°۱۷′۴۶″شرقی / ۳۳٫۸۴۲۱°شمالی ۵۲٫۲۹۶۰°شرقی |        | ۲۵۵۳ |
| دوشاخ                     | ۳۳°۰۲′۲۶″شمالی ۵۱°۵۹′۲۵″شرقی / ۳۳٫۰۴۰۶°شمالی ۵۱٫۹۹۰۴°شرقی |        | ۲۵۵۴ |
| دوشاخ                     | ۳۳°۰۲′۰۲″شمالی ۵۲°۰۰′۰۳″شرقی / ۳۳٫۰۳۳۹°شمالی ۵۲٫۰۰۰۹°شرقی |        | ۲۵۵۵ |
| دوشاخ                     | ۳۳°۴۷′۲۱″شمالی ۵۲°۵۶′۲۳″شرقی / ۳۳٫۷۸۹۳°شمالی ۵۲٫۹۳۹۷°شرقی |        | ۲۵۵۶ |
| دوشاخ                     | ۳۳°۴۸′۱۵″شمالی ۵۲°۵۵′۱۶″شرقی / ۳۳٫۸۰۴۳°شمالی ۵۲٫۹۲۱۱°شرقی |        | ۲۵۵۷ |
| دوشاخ خاله                | ۳۳°۱۳′۱۴″شمالی ۵۲°۴۷′۲۳″شرقی / ۳۳٫۲۲۰۶°شمالی ۵۲٫۷۸۹۷°شرقی |        | ۲۵۵۸ |
| دوشاخی                    | ۳۲°۵۳′۲۸″شمالی ۵۲°۲۴′۱۸″شرقی / ۳۲٫۸۹۱۲°شمالی ۵۲٫۴۰۵۱°شرقی |        | ۲۵۵۹ |
| دوک                       | ۳۳°۱۶′۵۱″شمالی ۵۲°۱۶′۰۵″شرقی / ۳۳٫۲۸۰۸°شمالی ۵۲٫۲۶۸۰°شرقی |        | ۲۵۶۰ |
| دیده‌بان                   | ۳۳°۲۰′۴۲″شمالی ۵۲°۲۶′۳۲″شرقی / ۳۳٫۳۴۵۰°شمالی ۵۲٫۴۴۲۱°شرقی |        | ۲۵۶۱ |
| دیده‌بان                   | ۳۳°۰۰′۲۹″شمالی ۵۲°۳۰′۴۳″شرقی / ۳۳٫۰۰۸۱°شمالی ۵۲٫۵۱۱۹°شرقی |        | ۲۵۶۲ |
| دیزه                      | ۳۳°۰۸′۱۹″شمالی ۵۲°۳۵′۵۱″شرقی / ۳۳٫۱۳۸۷°شمالی ۵۲٫۵۹۷۶°شرقی |        | ۲۵۶۳ |
| دیزیچه                    | ۳۲°۵۵′۵۸″شمالی ۵۲°۳۶′۲۴″شرقی / ۳۲٫۹۳۲۸°شمالی ۵۲٫۶۰۶۷°شرقی |        | ۲۵۶۴ |
| دیشه                      | ۳۳°۱۶′۴۷″شمالی ۵۲°۲۹′۳۵″شرقی / ۳۳٫۲۷۹۶°شمالی ۵۲٫۴۹۳۱°شرقی |        | ۲۵۶۵ |
| رامش                      | ۳۳°۰۸′۴۱″شمالی ۵۲°۳۹′۴۱″شرقی / ۳۳٫۱۴۴۷°شمالی ۵۲٫۶۶۱۵°شرقی |        | ۲۵۶۶ |
| رزو                       | ۳۳°۰۹′۲۴″شمالی ۵۲°۲۸′۱۶″شرقی / ۳۳٫۱۵۶۸°شمالی ۵۲٫۴۷۱۲°شرقی |        | ۲۵۶۷ |
| رومنده                    | ۳۲°۵۲′۵۷″شمالی ۵۲°۳۵′۳۹″شرقی / ۳۲٫۸۸۲۶°شمالی ۵۲٫۵۹۴۱°شرقی |        | ۲۵۶۸ |
| ریزآب سیاه                | ۳۳°۵۲′۵۳″شمالی ۵۲°۵۳′۰۹″شرقی / ۳۳٫۸۸۱۵°شمالی ۵۲٫۸۸۵۸°شرقی |        | ۲۵۶۹ |
| زبرگون                    | ۳۳°۱۴′۱۵″شمالی ۵۲°۰۰′۲۴″شرقی / ۳۳٫۲۳۷۴°شمالی ۵۲٫۰۰۶۷°شرقی |        | ۲۵۷۰ |
| زرد                       | ۳۳°۲۰′۴۹″شمالی ۵۲°۱۵′۱۷″شرقی / ۳۳٫۳۴۶۹°شمالی ۵۲٫۲۵۴۷°شرقی |        | ۲۵۷۱ |
| زرد                       | ۳۳°۱۱′۱۵″شمالی ۵۲°۵۶′۴۶″شرقی / ۳۳٫۱۸۷۶°شمالی ۵۲٫۹۴۶۲°شرقی |        | ۲۵۷۲ |
| زرد                       | ۳۲°۵۴′۳۰″شمالی ۵۲°۳۷′۳۳″شرقی / ۳۲٫۹۰۸۲°شمالی ۵۲٫۶۲۵۷°شرقی |        | ۲۵۷۳ |
| زرداربندی                 | ۳۳°۱۹′۳۵″شمالی ۵۲°۱۳′۵۵″شرقی / ۳۳٫۳۲۶۵°شمالی ۵۲٫۲۳۲۰°شرقی |        | ۲۵۷۴ |
| زرددنگه                   | ۳۳°۱۸′۴۴″شمالی ۵۲°۱۳′۴۲″شرقی / ۳۳٫۳۱۲۳°شمالی ۵۲٫۲۲۸۴°شرقی |        | ۲۵۷۵ |
| زرددنگه                   | ۳۳°۱۹′۲۶″شمالی ۵۲°۱۵′۰۱″شرقی / ۳۳٫۳۲۳۹°شمالی ۵۲٫۲۵۰۴°شرقی |        | ۲۵۷۶ |
| زردسرهنگ چه               | ۳۳°۲۳′۱۳″شمالی ۵۲°۰۹′۲۸″شرقی / ۳۳٫۳۸۶۹°شمالی ۵۲٫۱۵۷۸°شرقی |        | ۲۵۷۷ |
| زردکوه                    | ۳۳°۱۰′۲۶″شمالی ۵۲°۲۵′۳۱″شرقی / ۳۳٫۱۷۴۰°شمالی ۵۲٫۴۲۵۲°شرقی |        | ۲۵۷۸ |
| زردگنبدعطا                | ۳۳°۲۰′۲۳″شمالی ۵۲°۱۳′۴۶″شرقی / ۳۳٫۳۳۹۶°شمالی ۵۲٫۲۲۹۵°شرقی |        | ۲۵۷۹ |
| زردمعدن                   | ۳۳°۲۹′۱۹″شمالی ۵۲°۰۶′۵۲″شرقی / ۳۳٫۴۸۸۷°شمالی ۵۲٫۱۱۴۵°شرقی |        | ۲۵۸۰ |
| زردمعدن                   | ۳۳°۲۹′۱۶″شمالی ۵۲°۰۶′۲۳″شرقی / ۳۳٫۴۸۷۷°شمالی ۵۲٫۱۰۶۵°شرقی |        | ۲۵۸۱ |
| زردنی                     | ۳۳°۰۱′۲۵″شمالی ۵۲°۱۷′۲۱″شرقی / ۳۳٫۰۲۳۶°شمالی ۵۲٫۲۸۹۲°شرقی |        | ۲۵۸۲ |
| زرده                      | ۳۳°۲۲′۵۹″شمالی ۵۲°۱۰′۲۴″شرقی / ۳۳٫۳۸۳۰°شمالی ۵۲٫۱۷۳۴°شرقی |        | ۲۵۸۳ |
| زرده                      | ۳۳°۰۰′۰۵″شمالی ۵۲°۲۴′۲۷″شرقی / ۳۳٫۰۰۱۵°شمالی ۵۲٫۴۰۷۴°شرقی |        | ۲۵۸۴ |
| زرده                      | ۳۲°۵۹′۰۵″شمالی ۵۲°۲۹′۱۹″شرقی / ۳۲٫۹۸۴۷°شمالی ۵۲٫۴۸۸۷°شرقی |        | ۲۵۸۵ |
| زرده ونین داره            | ۳۳°۱۹′۴۸″شمالی ۵۲°۱۳′۳۲″شرقی / ۳۳٫۳۳۰۱°شمالی ۵۲٫۲۲۵۶°شرقی |        | ۲۵۸۶ |
| زردی چاه                  | ۳۳°۱۶′۱۲″شمالی ۵۱°۵۶′۱۳″شرقی / ۳۳٫۲۷۰۰°شمالی ۵۱٫۹۳۶۹°شرقی |        | ۲۵۸۷ |
| زرشک کوه                  | ۳۳°۱۲′۴۳″شمالی ۵۲°۱۲′۵۲″شرقی / ۳۳٫۲۱۲۰°شمالی ۵۲٫۲۱۴۵°شرقی |        | ۲۵۸۸ |
| زرین کوه                  | ۳۳°۱۵′۲۰″شمالی ۵۲°۳۰′۳۷″شرقی / ۳۳٫۲۵۵۶°شمالی ۵۲٫۵۱۰۳°شرقی |        | ۲۵۸۹ |
| زعمیر                     | ۳۳°۱۲′۴۹″شمالی ۵۱°۵۷′۴۷″شرقی / ۳۳٫۲۱۳۶°شمالی ۵۱٫۹۶۳۱°شرقی |        | ۲۵۹۰ |
| زیرآب                     | ۳۳°۵۱′۱۷″شمالی ۵۲°۱۹′۴۵″شرقی / ۳۳٫۸۵۴۸°شمالی ۵۲٫۳۲۹۲°شرقی |        | ۲۵۹۱ |
| زیرآب                     | ۳۳°۴۹′۳۵″شمالی ۵۲°۲۱′۰۴″شرقی / ۳۳٫۸۲۶۵°شمالی ۵۲٫۳۵۱۲°شرقی |        | ۲۵۹۲ |
| سرخه                      | ۳۳°۰۲′۵۱″شمالی ۵۲°۱۸′۵۰″شرقی / ۳۳٫۰۴۷۵°شمالی ۵۲٫۳۱۳۹°شرقی |        | ۲۵۹۳ |
| سفید                      | ۳۳°۰۸′۱۸″شمالی ۵۲°۲۹′۱۲″شرقی / ۳۳٫۱۳۸۲°شمالی ۵۲٫۴۸۶۶°شرقی |        | ۲۵۹۴ |
| سفید                      | ۳۳°۱۹′۴۶″شمالی ۵۲°۲۷′۵۱″شرقی / ۳۳٫۳۲۹۵°شمالی ۵۲٫۴۶۴۱°شرقی |        | ۲۵۹۵ |
| سفید                      | ۳۳°۰۶′۵۷″شمالی ۵۲°۲۹′۳۶″شرقی / ۳۳٫۱۱۵۹°شمالی ۵۲٫۴۹۳۲°شرقی |        | ۲۵۹۶ |
| سفید                      | ۳۳°۰۵′۰۹″شمالی ۵۲°۰۴′۲۲″شرقی / ۳۳٫۰۸۵۸°شمالی ۵۲٫۰۷۲۸°شرقی |        | ۲۵۹۷ |
| سفید                      | ۳۳°۱۲′۱۱″شمالی ۵۲°۵۳′۲۵″شرقی / ۳۳٫۲۰۳۰°شمالی ۵۲٫۸۹۰۲°شرقی |        | ۲۵۹۸ |
| سفید                      | ۳۲°۵۹′۲۷″شمالی ۵۲°۳۶′۱۴″شرقی / ۳۲٫۹۹۰۸°شمالی ۵۲٫۶۰۳۹°شرقی |        | ۲۵۹۹ |
| سقف سفید                  | ۳۳°۰۴′۳۵″شمالی ۵۲°۲۳′۱۴″شرقی / ۳۳٫۰۷۶۵°شمالی ۵۲٫۳۸۷۲°شرقی |        | ۲۶۰۰ |
| سنگ آب آقاحسن             | ۳۳°۴۸′۲۷″شمالی ۵۲°۵۳′۳۲″شرقی / ۳۳٫۸۰۷۴°شمالی ۵۲٫۸۹۲۲°شرقی |        | ۲۶۰۱ |
| سنگ بر                    | ۳۳°۳۲′۳۲″شمالی ۵۲°۰۵′۳۸″شرقی / ۳۳٫۵۴۲۳°شمالی ۵۲٫۰۹۳۹°شرقی |        | ۲۶۰۲ |
| سه کوهه                   | ۳۲°۵۳′۲۵″شمالی ۵۲°۲۵′۵۸″شرقی / ۳۲٫۸۹۰۳°شمالی ۵۲٫۴۳۲۸°شرقی |        | ۲۶۰۳ |
| سوکه                      | ۳۳°۰۵′۲۹″شمالی ۵۲°۲۳′۲۷″شرقی / ۳۳٫۰۹۱۵°شمالی ۵۲٫۳۹۰۹°شرقی |        | ۲۶۰۴ |
| سیاه                      | ۳۳°۱۱′۱۰″شمالی ۵۲°۵۴′۱۵″شرقی / ۳۳٫۱۸۶۱°شمالی ۵۲٫۹۰۴۱°شرقی |        | ۲۶۰۵ |
| سیاه                      | ۳۳°۱۱′۱۸″شمالی ۵۲°۵۲′۴۷″شرقی / ۳۳٫۱۸۸۳°شمالی ۵۲٫۸۷۹۶°شرقی |        | ۲۶۰۶ |
| سیاه                      | ۳۳°۱۰′۲۷″شمالی ۵۲°۵۲′۵۲″شرقی / ۳۳٫۱۷۴۲°شمالی ۵۲٫۸۸۱۲°شرقی |        | ۲۶۰۷ |
| سیاه                      | ۳۳°۰۹′۵۹″شمالی ۵۲°۳۹′۱۷″شرقی / ۳۳٫۱۶۶۳°شمالی ۵۲٫۶۵۴۷°شرقی |        | ۲۶۰۸ |
| سیاه                      | ۳۳°۱۱′۴۳″شمالی ۵۲°۴۸′۴۹″شرقی / ۳۳٫۱۹۵۳°شمالی ۵۲٫۸۱۳۵°شرقی |        | ۲۶۰۹ |
| سیاه                      | ۳۳°۱۱′۴۰″شمالی ۵۲°۵۰′۳۵″شرقی / ۳۳٫۱۹۴۵°شمالی ۵۲٫۸۴۳۱°شرقی |        | ۲۶۱۰ |
| سیاه بغم                  | ۳۳°۰۷′۵۱″شمالی ۵۲°۱۷′۰۸″شرقی / ۳۳٫۱۳۰۹°شمالی ۵۲٫۲۸۵۶°شرقی |        | ۲۶۱۱ |
| سیاه کوجه                 | ۳۳°۱۲′۵۵″شمالی ۵۲°۳۷′۵۶″شرقی / ۳۳٫۲۱۵۲°شمالی ۵۲٫۶۳۲۲°شرقی |        | ۲۶۱۲ |
| سیاه کوجه                 | ۳۳°۱۲′۵۶″شمالی ۵۲°۳۶′۴۰″شرقی / ۳۳٫۲۱۵۶°شمالی ۵۲٫۶۱۱۰°شرقی |        | ۲۶۱۳ |
| سیاه کوه                  | ۳۳°۲۲′۵۸″شمالی ۵۲°۰۷′۴۱″شرقی / ۳۳٫۳۸۲۷°شمالی ۵۲٫۱۲۸۱°شرقی |        | ۲۶۱۴ |
| شاه شونه                  | ۳۲°۵۵′۵۲″شمالی ۵۲°۳۰′۵۹″شرقی / ۳۲٫۹۳۱۰°شمالی ۵۲٫۵۱۶۵°شرقی |        | ۲۶۱۵ |
| شاه نشین                  | ۳۳°۱۳′۱۷″شمالی ۵۲°۲۹′۴۵″شرقی / ۳۳٫۲۲۱۵°شمالی ۵۲٫۴۹۵۷°شرقی |        | ۲۶۱۶ |
| شرع                       | ۳۳°۰۲′۳۳″شمالی ۵۲°۲۷′۴۲″شرقی / ۳۳٫۰۴۲۴°شمالی ۵۲٫۴۶۱۸°شرقی |        | ۲۶۱۷ |
| شکار                      | ۳۳°۱۹′۴۱″شمالی ۵۲°۲۸′۳۱″شرقی / ۳۳٫۳۲۸۰°شمالی ۵۲٫۴۷۵۴°شرقی |        | ۲۶۱۸ |
| شمشه تل آسیابی            | ۳۳°۴۳′۰۳″شمالی ۵۲°۵۳′۰۵″شرقی / ۳۳٫۷۱۷۴°شمالی ۵۲٫۸۸۴۷°شرقی |        | ۲۶۱۹ |
| شهریاری                   | ۳۳°۱۴′۰۷″شمالی ۵۲°۲۸′۴۱″شرقی / ۳۳٫۲۳۵۳°شمالی ۵۲٫۴۷۸۰°شرقی |        | ۲۶۲۰ |
| شهریاری                   | ۳۳°۱۴′۲۳″شمالی ۵۲°۲۶′۱۴″شرقی / ۳۳٫۲۳۹۸°شمالی ۵۲٫۴۳۷۲°شرقی |        | ۲۶۲۱ |
| شهریاری                   | ۳۳°۱۵′۰۶″شمالی ۵۲°۲۸′۰۸″شرقی / ۳۳٫۲۵۱۸°شمالی ۵۲٫۴۶۹۰°شرقی |        | ۲۶۲۲ |
| شهریاری                   | ۳۳°۱۵′۴۸″شمالی ۵۲°۲۷′۴۱″شرقی / ۳۳٫۲۶۳۳°شمالی ۵۲٫۴۶۱۴°شرقی |        | ۲۶۲۳ |
| شهریاری                   | ۳۳°۱۵′۱۳″شمالی ۵۲°۲۴′۴۱″شرقی / ۳۳٫۲۵۳۶°شمالی ۵۲٫۴۱۱۳°شرقی |        | ۲۶۲۴ |
| شهریاری                   | ۳۳°۱۳′۵۴″شمالی ۵۲°۳۰′۵۷″شرقی / ۳۳٫۲۳۱۸°شمالی ۵۲٫۵۱۵۸°شرقی |        | ۲۶۲۵ |
| شوش                       | ۳۳°۲۲′۵۶″شمالی ۵۲°۱۳′۰۲″شرقی / ۳۳٫۳۸۲۱°شمالی ۵۲٫۲۱۷۳°شرقی |        | ۲۶۲۶ |
| شیر                       | ۳۳°۰۵′۳۹″شمالی ۵۲°۲۶′۱۹″شرقی / ۳۳٫۰۹۴۳°شمالی ۵۲٫۴۳۸۷°شرقی |        | ۲۶۲۷ |
| شیرخانی                   | ۳۳°۱۱′۵۴″شمالی ۵۲°۴۲′۴۷″شرقی / ۳۳٫۱۹۸۳°شمالی ۵۲٫۷۱۳۱°شرقی |        | ۲۶۲۸ |
| شیرخانی                   | ۳۳°۱۱′۵۰″شمالی ۵۲°۴۱′۰۶″شرقی / ۳۳٫۱۹۷۱°شمالی ۵۲٫۶۸۴۹°شرقی |        | ۲۶۲۹ |
| شیرخانی                   | ۳۳°۱۲′۲۱″شمالی ۵۲°۳۸′۴۳″شرقی / ۳۳٫۲۰۵۹°شمالی ۵۲٫۶۴۵۳°شرقی |        | ۲۶۳۰ |
| شیرخانی                   | ۳۳°۱۱′۵۵″شمالی ۵۲°۳۷′۰۸″شرقی / ۳۳٫۱۹۸۷°شمالی ۵۲٫۶۱۸۹°شرقی |        | ۲۶۳۱ |
| شیره                      | ۳۳°۰۶′۱۴″شمالی ۵۲°۲۴′۳۳″شرقی / ۳۳٫۱۰۳۸°شمالی ۵۲٫۴۰۹۳°شرقی |        | ۲۶۳۲ |
| صادق اودول                | ۳۳°۲۱′۰۹″شمالی ۵۲°۱۱′۰۲″شرقی / ۳۳٫۳۵۲۴°شمالی ۵۲٫۱۸۳۸°شرقی |        | ۲۶۳۳ |
| صالحین                    | ۳۳°۰۴′۴۰″شمالی ۵۲°۱۲′۲۰″شرقی / ۳۳٫۰۷۷۹°شمالی ۵۲٫۲۰۵۵°شرقی |        | ۲۶۳۴ |
| صالحین                    | ۳۳°۰۲′۵۲″شمالی ۵۲°۱۳′۵۳″شرقی / ۳۳٫۰۴۷۹°شمالی ۵۲٫۲۳۱۳°شرقی |        | ۲۶۳۵ |
| صفه                       | ۳۳°۰۹′۰۷″شمالی ۵۲°۲۲′۵۷″شرقی / ۳۳٫۱۵۲۰°شمالی ۵۲٫۳۸۲۶°شرقی |        | ۲۶۳۶ |
| صفه                       | ۳۳°۰۰′۴۹″شمالی ۵۲°۲۱′۴۵″شرقی / ۳۳٫۰۱۳۵°شمالی ۵۲٫۳۶۲۶°شرقی |        | ۲۶۳۷ |
| صیادان                    | ۳۳°۱۰′۱۱″شمالی ۵۲°۱۹′۴۷″شرقی / ۳۳٫۱۶۹۷°شمالی ۵۲٫۳۲۹۷°شرقی |        | ۲۶۳۸ |
| ظهیر                      | ۳۳°۱۰′۴۷″شمالی ۵۲°۱۰′۲۲″شرقی / ۳۳٫۱۷۹۸°شمالی ۵۲٫۱۷۲۸°شرقی |        | ۲۶۳۹ |
| عرصه                      | ۳۳°۰۱′۴۹″شمالی ۵۲°۲۷′۵۰″شرقی / ۳۳٫۰۳۰۳°شمالی ۵۲٫۴۶۴۰°شرقی |        | ۲۶۴۰ |
| عرصه                      | ۳۳°۰۲′۲۹″شمالی ۵۲°۲۶′۵۲″شرقی / ۳۳٫۰۴۱۳°شمالی ۵۲٫۴۴۷۸°شرقی |        | ۲۶۴۱ |
| عطارم                     | ۳۳°۲۱′۰۵″شمالی ۵۲°۲۸′۵۰″شرقی / ۳۳٫۳۵۱۵°شمالی ۵۲٫۴۸۰۶°شرقی |        | ۲۶۴۲ |
| علی حسینی                 | ۳۳°۰۵′۰۵″شمالی ۵۲°۲۴′۰۸″شرقی / ۳۳٫۰۸۴۶°شمالی ۵۲٫۴۰۲۱°شرقی |        | ۲۶۴۳ |
| علی میرزا                 | ۳۳°۰۰′۵۶″شمالی ۵۲°۲۴′۰۸″شرقی / ۳۳٫۰۱۵۶°شمالی ۵۲٫۴۰۲۲°شرقی |        | ۲۶۴۴ |
| عمر                       | ۳۳°۲۰′۴۱″شمالی ۵۲°۲۷′۴۱″شرقی / ۳۳٫۳۴۴۷°شمالی ۵۲٫۴۶۱۴°شرقی |        | ۲۶۴۵ |
| غاروزوان                  | ۳۳°۰۲′۵۹″شمالی ۵۲°۰۴′۵۴″شرقی / ۳۳٫۰۴۹۸°شمالی ۵۲٫۰۸۱۷°شرقی |        | ۲۶۴۶ |
| فران                      | ۳۳°۰۰′۳۰″شمالی ۵۲°۳۸′۴۲″شرقی / ۳۳٫۰۰۸۳°شمالی ۵۲٫۶۴۵۰°شرقی |        | ۲۶۴۷ |
| قراولگاه چاه گرگ          | ۳۴°۰۲′۰۷″شمالی ۵۲°۲۹′۰۳″شرقی / ۳۴٫۰۳۵۲°شمالی ۵۲٫۴۸۴۱°شرقی |        | ۲۶۴۸ |
| قلاقوچی                   | ۳۳°۰۶′۳۰″شمالی ۵۲°۱۷′۲۲″شرقی / ۳۳٫۱۰۸۴°شمالی ۵۲٫۲۸۹۴°شرقی |        | ۲۶۴۹ |
| قله شوراب                 | ۳۳°۵۳′۰۱″شمالی ۵۲°۵۲′۳۴″شرقی / ۳۳٫۸۸۳۶°شمالی ۵۲٫۸۷۶۰°شرقی |        | ۲۶۵۰ |
| قله شوراب                 | ۳۳°۵۲′۵۲″شمالی ۵۲°۵۲′۱۸″شرقی / ۳۳٫۸۸۱۰°شمالی ۵۲٫۸۷۱۷°شرقی |        | ۲۶۵۱ |
| قله‌های چندکلاغ            | ۳۳°۵۹′۵۴″شمالی ۵۲°۵۱′۵۹″شرقی / ۳۳٫۹۹۸۳°شمالی ۵۲٫۸۶۶۳°شرقی |        | ۲۶۵۲ |
| قوچومیش                   | ۳۳°۰۵′۰۳″شمالی ۵۱°۵۷′۵۷″شرقی / ۳۳٫۰۸۴۳°شمالی ۵۱٫۹۶۵۷°شرقی |        | ۲۶۵۳ |
| کپه سرخ                   | ۳۳°۰۸′۲۳″شمالی ۵۲°۲۳′۵۳″شرقی / ۳۳٫۱۳۹۷°شمالی ۵۲٫۳۹۸۱°شرقی |        | ۲۶۵۴ |
| کپه سفید                  | ۳۳°۱۸′۵۶″شمالی ۵۲°۱۶′۱۳″شرقی / ۳۳٫۳۱۵۵°شمالی ۵۲٫۲۷۰۴°شرقی |        | ۲۶۵۵ |
| کره                       | ۳۳°۰۱′۲۵″شمالی ۵۲°۲۸′۲۸″شرقی / ۳۳٫۰۲۳۷°شمالی ۵۲٫۴۷۴۵°شرقی |        | ۲۶۵۶ |
| کعبون                     | ۳۳°۱۵′۵۴″شمالی ۵۱°۵۰′۰۰″شرقی / ۳۳٫۲۶۴۹°شمالی ۵۱٫۸۳۳۳°شرقی |        | ۲۶۵۷ |
| کفتار                     | ۳۳°۰۱′۵۲″شمالی ۵۲°۲۹′۱۱″شرقی / ۳۳٫۰۳۱۲°شمالی ۵۲٫۴۸۶۵°شرقی |        | ۲۶۵۸ |
| کلنگی                     | ۳۳°۵۱′۱۴″شمالی ۵۲°۲۳′۰۳″شرقی / ۳۳٫۸۵۳۸°شمالی ۵۲٫۳۸۴۲°شرقی |        | ۲۶۵۹ |
| کله سیاه                  | ۳۳°۰۳′۵۹″شمالی ۵۲°۲۴′۲۸″شرقی / ۳۳٫۰۶۶۳°شمالی ۵۲٫۴۰۷۹°شرقی |        | ۲۶۶۰ |
| کله سیاه                  | ۳۳°۰۲′۳۶″شمالی ۵۲°۰۷′۴۹″شرقی / ۳۳٫۰۴۳۴°شمالی ۵۲٫۱۳۰۴°شرقی |        | ۲۶۶۱ |
| کله گز                    | ۳۳°۱۴′۲۹″شمالی ۵۲°۴۱′۵۰″شرقی / ۳۳٫۲۴۱۴°شمالی ۵۲٫۶۹۷۳°شرقی |        | ۲۶۶۲ |
| کله گز                    | ۳۳°۱۳′۴۹″شمالی ۵۲°۴۰′۳۳″شرقی / ۳۳٫۲۳۰۳°شمالی ۵۲٫۶۷۵۷°شرقی |        | ۲۶۶۳ |
| کله گویچه                 | ۳۳°۱۳′۴۶″شمالی ۵۲°۰۱′۰۸″شرقی / ۳۳٫۲۲۹۴°شمالی ۵۲٫۰۱۹۰°شرقی |        | ۲۶۶۴ |
| کلوت باغوی زواره ای       | ۳۳°۵۳′۲۵″شمالی ۵۲°۳۸′۰۲″شرقی / ۳۳٫۸۹۰۲°شمالی ۵۲٫۶۳۴۰°شرقی |        | ۲۶۶۵ |
| کلوت باغوی زواره ای       | ۳۳°۵۲′۴۶″شمالی ۵۲°۳۶′۳۹″شرقی / ۳۳٫۸۷۹۵°شمالی ۵۲٫۶۱۰۹°شرقی |        | ۲۶۶۶ |
| کلوت باغوی زواره ای       | ۳۳°۵۱′۵۳″شمالی ۵۲°۳۸′۰۷″شرقی / ۳۳٫۸۶۴۶°شمالی ۵۲٫۶۳۵۳°شرقی |        | ۲۶۶۷ |
| کلوت باغوی زواره ای       | ۳۳°۵۲′۱۳″شمالی ۵۲°۳۶′۱۹″شرقی / ۳۳٫۸۷۰۳°شمالی ۵۲٫۶۰۵۳°شرقی |        | ۲۶۶۸ |
| کلوت پاکشهٔ اینه           | ۳۳°۴۳′۱۳″شمالی ۵۲°۵۹′۱۷″شرقی / ۳۳٫۷۲۰۲°شمالی ۵۲٫۹۸۸۰°شرقی |        | ۲۶۶۹ |
| کلوت پاکشهٔ بنه اینه       | ۳۳°۴۲′۰۶″شمالی ۵۳°۰۰′۰۶″شرقی / ۳۳٫۷۰۱۸°شمالی ۵۳٫۰۰۱۷°شرقی |        | ۲۶۷۰ |
| کلوت چاه حسن              | ۳۳°۵۲′۳۹″شمالی ۵۲°۳۰′۰۵″شرقی / ۳۳٫۸۷۷۶°شمالی ۵۲٫۵۰۱۴°شرقی |        | ۲۶۷۱ |
| کلوت چاه حسن              | ۳۳°۵۱′۵۰″شمالی ۵۲°۳۲′۲۹″شرقی / ۳۳٫۸۶۴۰°شمالی ۵۲٫۵۴۱۵°شرقی |        | ۲۶۷۲ |
| کلوت چاه حسن              | ۳۳°۵۲′۱۶″شمالی ۵۲°۳۰′۵۴″شرقی / ۳۳٫۸۷۱۰°شمالی ۵۲٫۵۱۵۰°شرقی |        | ۲۶۷۳ |
| کلوت چاه حسن              | ۳۳°۵۱′۲۷″شمالی ۵۲°۳۰′۳۲″شرقی / ۳۳٫۸۵۷۶°شمالی ۵۲٫۵۰۸۹°شرقی |        | ۲۶۷۴ |
| کلوت چاه سرخو             | ۳۳°۵۲′۴۷″شمالی ۵۲°۵۳′۵۸″شرقی / ۳۳٫۸۷۹۷°شمالی ۵۲٫۸۹۹۵°شرقی |        | ۲۶۷۵ |
| کلوت چاه سرخو             | ۳۳°۵۲′۲۰″شمالی ۵۲°۵۴′۳۰″شرقی / ۳۳٫۸۷۲۱°شمالی ۵۲٫۹۰۸۳°شرقی |        | ۲۶۷۶ |
| کلوت چاه سرخو             | ۳۳°۵۲′۰۹″شمالی ۵۲°۵۳′۴۵″شرقی / ۳۳٫۸۶۹۳°شمالی ۵۲٫۸۹۵۹°شرقی |        | ۲۶۷۷ |
| کلوت چاه ماندلی           | ۳۳°۵۳′۱۵″شمالی ۵۲°۳۳′۵۴″شرقی / ۳۳٫۸۸۷۴°شمالی ۵۲٫۵۶۵۰°شرقی |        | ۲۶۷۸ |
| کلوت چاه ماندلی           | ۳۳°۵۵′۴۷″شمالی ۵۲°۳۱′۵۴″شرقی / ۳۳٫۹۲۹۶°شمالی ۵۲٫۵۳۱۷°شرقی |        | ۲۶۷۹ |
| کلوت چاه ماندلی           | ۳۳°۵۴′۱۷″شمالی ۵۲°۳۰′۴۹″شرقی / ۳۳٫۹۰۴۸°شمالی ۵۲٫۵۱۳۷°شرقی |        | ۲۶۸۰ |
| کلوت چاه ماندلی           | ۳۳°۵۳′۱۵″شمالی ۵۲°۳۰′۴۲″شرقی / ۳۳٫۸۸۷۶°شمالی ۵۲٫۵۱۱۶°شرقی |        | ۲۶۸۱ |
| کلوت چاه ماندلی           | ۳۳°۵۱′۴۲″شمالی ۵۲°۳۴′۳۳″شرقی / ۳۳٫۸۶۱۷°شمالی ۵۲٫۵۷۵۹°شرقی |        | ۲۶۸۲ |
| کلوت چاه ماندلی           | ۳۳°۵۲′۱۱″شمالی ۵۲°۳۳′۵۳″شرقی / ۳۳٫۸۶۹۸°شمالی ۵۲٫۵۶۴۷°شرقی |        | ۲۶۸۳ |
| کلوت زیرچیکابو            | ۳۳°۵۳′۰۰″شمالی ۵۲°۵۹′۵۰″شرقی / ۳۳٫۸۸۳۲°شمالی ۵۲٫۹۹۷۱°شرقی |        | ۲۶۸۴ |
| کلوت زیرچیکابو            | ۳۳°۵۳′۰۶″شمالی ۵۳°۰۰′۰۳″شرقی / ۳۳٫۸۸۴۹°شمالی ۵۳٫۰۰۰۷°شرقی |        | ۲۶۸۵ |
| کلوت سفید                 | ۳۳°۱۳′۰۳″شمالی ۵۲°۵۰′۰۶″شرقی / ۳۳٫۲۱۷۴°شمالی ۵۲٫۸۳۵۰°شرقی |        | ۲۶۸۶ |
| کلوت سفید                 | ۳۳°۱۳′۰۳″شمالی ۵۲°۵۱′۵۵″شرقی / ۳۳٫۲۱۷۶°شمالی ۵۲٫۸۶۵۴°شرقی |        | ۲۶۸۷ |
| کلوت غارکفتار             | ۳۳°۱۶′۲۸″شمالی ۵۲°۵۶′۳۵″شرقی / ۳۳٫۲۷۴۴°شمالی ۵۲٫۹۴۳۱°شرقی |        | ۲۶۸۸ |
| کلوت غارکفتار             | ۳۳°۱۵′۵۰″شمالی ۵۲°۵۵′۰۸″شرقی / ۳۳٫۲۶۳۹°شمالی ۵۲٫۹۱۸۸°شرقی |        | ۲۶۸۹ |
| کلوت غارکفتار             | ۳۳°۱۷′۴۴″شمالی ۵۲°۵۱′۵۵″شرقی / ۳۳٫۲۹۵۶°شمالی ۵۲٫۸۶۵۴°شرقی |        | ۲۶۹۰ |
| کلوت قرقر                 | ۳۳°۵۷′۲۲″شمالی ۵۲°۵۰′۱۱″شرقی / ۳۳٫۹۵۶۱°شمالی ۵۲٫۸۳۶۳°شرقی |        | ۲۶۹۱ |
| کلوت قرقر                 | ۳۳°۵۶′۵۶″شمالی ۵۲°۵۰′۴۵″شرقی / ۳۳٫۹۴۸۸°شمالی ۵۲٫۸۴۵۷°شرقی |        | ۲۶۹۲ |
| کلوت قرقر                 | ۳۳°۵۶′۴۹″شمالی ۵۲°۴۸′۲۸″شرقی / ۳۳٫۹۴۶۹°شمالی ۵۲٫۸۰۷۷°شرقی |        | ۲۶۹۳ |
| کلوت قرقر                 | ۳۳°۵۷′۱۸″شمالی ۵۲°۴۸′۵۴″شرقی / ۳۳٫۹۵۵۰°شمالی ۵۲٫۸۱۴۹°شرقی |        | ۲۶۹۴ |
| کلوت قرقر                 | ۳۳°۵۶′۲۹″شمالی ۵۲°۴۸′۴۱″شرقی / ۳۳٫۹۴۱۴°شمالی ۵۲٫۸۱۱۳°شرقی |        | ۲۶۹۵ |
| کی نی                     | ۳۲°۵۴′۵۷″شمالی ۵۲°۳۳′۲۴″شرقی / ۳۲٫۹۱۵۹°شمالی ۵۲٫۵۵۶۶°شرقی |        | ۲۶۹۶ |
| گچ کلی                    | ۳۳°۰۳′۱۷″شمالی ۵۲°۲۵′۴۵″شرقی / ۳۳٫۰۵۴۶°شمالی ۵۲٫۴۲۹۳°شرقی |        | ۲۶۹۷ |
| گدارخاکی                  | ۳۳°۰۲′۱۹″شمالی ۵۲°۲۸′۳۴″شرقی / ۳۳٫۰۳۸۷°شمالی ۵۲٫۴۷۶۲°شرقی |        | ۲۶۹۸ |
| گرتش                      | ۳۳°۲۱′۰۵″شمالی ۵۲°۱۰′۲۶″شرقی / ۳۳٫۳۵۱۳°شمالی ۵۲٫۱۷۳۸°شرقی |        | ۲۶۹۹ |
| گردلو                     | ۳۳°۱۱′۱۵″شمالی ۵۲°۲۱′۴۹″شرقی / ۳۳٫۱۸۷۴°شمالی ۵۲٫۳۶۳۵°شرقی |        | ۲۷۰۰ |
| گردنه سونه                | ۳۳°۰۲′۵۲″شمالی ۵۲°۱۶′۰۲″شرقی / ۳۳٫۰۴۷۷°شمالی ۵۲٫۲۶۷۳°شرقی |        | ۲۷۰۱ |
| گرگ                       | ۳۳°۱۰′۲۸″شمالی ۵۱°۵۵′۲۴″شرقی / ۳۳٫۱۷۴۴°شمالی ۵۱٫۹۲۳۳°شرقی |        | ۲۷۰۲ |
| گره                       | ۳۳°۰۹′۰۲″شمالی ۵۲°۴۴′۳۲″شرقی / ۳۳٫۱۵۰۵°شمالی ۵۲٫۷۴۲۲°شرقی |        | ۲۷۰۳ |
| گره                       | ۳۳°۰۹′۰۹″شمالی ۵۲°۴۵′۰۹″شرقی / ۳۳٫۱۵۲۶°شمالی ۵۲٫۷۵۲۴°شرقی |        | ۲۷۰۴ |
| گزیچه                     | ۳۳°۱۰′۵۲″شمالی ۵۲°۲۳′۲۰″شرقی / ۳۳٫۱۸۱۲°شمالی ۵۲٫۳۸۹۰°شرقی |        | ۲۷۰۵ |
| گل‌گون                     | ۳۲°۵۴′۴۴″شمالی ۵۲°۲۴′۴۷″شرقی / ۳۲٫۹۱۲۲°شمالی ۵۲٫۴۱۳۰°شرقی |        | ۲۷۰۶ |
| گل مل                     | ۳۳°۱۵′۱۰″شمالی ۵۲°۰۷′۰۶″شرقی / ۳۳٫۲۵۲۸°شمالی ۵۲٫۱۱۸۳°شرقی |        | ۲۷۰۷ |
| گلی دره                   | ۳۳°۲۰′۰۴″شمالی ۵۲°۳۰′۰۵″شرقی / ۳۳٫۳۳۴۵°شمالی ۵۲٫۵۰۱۵°شرقی |        | ۲۷۰۸ |
| گنبد                      | ۳۳°۰۴′۵۷″شمالی ۵۲°۲۳′۳۷″شرقی / ۳۳٫۰۸۲۴°شمالی ۵۲٫۳۹۳۵°شرقی |        | ۲۷۰۹ |
| گندل آب                   | ۳۳°۵۳′۰۳″شمالی ۵۲°۵۴′۰۴″شرقی / ۳۳٫۸۸۴۱°شمالی ۵۲٫۹۰۱۲°شرقی |        | ۲۷۱۰ |
| گندم                      | ۳۳°۰۳′۰۳″شمالی ۵۲°۲۴′۲۴″شرقی / ۳۳٫۰۵۰۷°شمالی ۵۲٫۴۰۶۶°شرقی |        | ۲۷۱۱ |
| گوبن                      | ۳۳°۰۷′۲۲″شمالی ۵۲°۱۴′۴۱″شرقی / ۳۳٫۱۲۲۸°شمالی ۵۲٫۲۴۴۸°شرقی |        | ۲۷۱۲ |
| گورترک                    | ۳۳°۱۲′۴۰″شمالی ۵۲°۰۷′۳۶″شرقی / ۳۳٫۲۱۱۲°شمالی ۵۲٫۱۲۶۷°شرقی |        | ۲۷۱۳ |
| گورسمبه                   | ۳۳°۱۵′۵۸″شمالی ۵۱°۵۱′۴۶″شرقی / ۳۳٫۲۶۶۱°شمالی ۵۱٫۸۶۲۹°شرقی |        | ۲۷۱۴ |
| گوره قبرها                | ۳۳°۴۴′۴۷″شمالی ۵۳°۰۷′۴۹″شرقی / ۳۳٫۷۴۶۴°شمالی ۵۳٫۱۳۰۲°شرقی |        | ۲۷۱۵ |
| گوره قبرها                | ۳۳°۴۳′۱۸″شمالی ۵۳°۰۸′۴۰″شرقی / ۳۳٫۷۲۱۶°شمالی ۵۳٫۱۴۴۴°شرقی |        | ۲۷۱۶ |
| گوره قبرها                | ۳۳°۴۴′۲۰″شمالی ۵۳°۱۰′۱۰″شرقی / ۳۳٫۷۳۸۹°شمالی ۵۳٫۱۶۹۴°شرقی |        | ۲۷۱۷ |
| گوره قبرها                | ۳۳°۴۳′۰۰″شمالی ۵۳°۰۶′۳۰″شرقی / ۳۳٫۷۱۶۶°شمالی ۵۳٫۱۰۸۲°شرقی |        | ۲۷۱۸ |
| گوره گردنه باریکه         | ۳۳°۳۹′۴۵″شمالی ۵۳°۰۹′۴۲″شرقی / ۳۳٫۶۶۲۶°شمالی ۵۳٫۱۶۱۶°شرقی |        | ۲۷۱۹ |
| گوره گردنه باریکه         | ۳۳°۴۰′۲۱″شمالی ۵۳°۱۰′۴۸″شرقی / ۳۳٫۶۷۲۶°شمالی ۵۳٫۱۷۹۹°شرقی |        | ۲۷۲۰ |
| لابندر                    | ۳۳°۱۲′۴۴″شمالی ۵۲°۱۴′۰۷″شرقی / ۳۳٫۲۱۲۲°شمالی ۵۲٫۲۳۵۲°شرقی |        | ۲۷۲۱ |
| لاپلنگ                    | ۳۳°۰۰′۳۷″شمالی ۵۲°۰۸′۵۲″شرقی / ۳۳٫۰۱۰۳°شمالی ۵۲٫۱۴۷۷°شرقی |        | ۲۷۲۲ |
| لاپیاز                    | ۳۳°۱۳′۴۴″شمالی ۵۲°۱۳′۳۹″شرقی / ۳۳٫۲۲۸۹°شمالی ۵۲٫۲۲۷۶°شرقی |        | ۲۷۲۳ |
| لاچه گردوئین              | ۳۳°۱۳′۲۹″شمالی ۵۲°۱۶′۱۶″شرقی / ۳۳٫۲۲۴۶°شمالی ۵۲٫۲۷۱۱°شرقی |        | ۲۷۲۴ |
| لاخار                     | ۳۳°۲۰′۲۹″شمالی ۵۲°۱۱′۲۱″شرقی / ۳۳٫۳۴۱۵°شمالی ۵۲٫۱۸۹۱°شرقی |        | ۲۷۲۵ |
| لاخال                     | ۳۳°۱۹′۴۹″شمالی ۵۲°۱۲′۱۸″شرقی / ۳۳٫۳۳۰۴°شمالی ۵۲٫۲۰۵۰°شرقی |        | ۲۷۲۶ |
| لاخرا                     | ۳۳°۰۲′۲۰″شمالی ۵۲°۱۸′۲۰″شرقی / ۳۳٫۰۳۹۰°شمالی ۵۲٫۳۰۵۵°شرقی |        | ۲۷۲۷ |
| لاخران                    | ۳۳°۰۲′۲۲″شمالی ۵۲°۱۹′۳۹″شرقی / ۳۳٫۰۳۹۴°شمالی ۵۲٫۳۲۷۶°شرقی |        | ۲۷۲۸ |
| لاخرچه                    | ۳۳°۱۳′۲۸″شمالی ۵۲°۰۱′۵۱″شرقی / ۳۳٫۲۲۴۵°شمالی ۵۲٫۰۳۰۹°شرقی |        | ۲۷۲۹ |
| لاخرون                    | ۳۳°۱۰′۲۸″شمالی ۵۲°۲۳′۳۹″شرقی / ۳۳٫۱۷۴۴°شمالی ۵۲٫۳۹۴۳°شرقی |        | ۲۷۳۰ |
| لادزد                     | ۳۲°۵۶′۱۴″شمالی ۵۲°۲۲′۵۵″شرقی / ۳۲٫۹۳۷۳°شمالی ۵۲٫۳۸۲۰°شرقی |        | ۲۷۳۱ |
| لادینار                   | ۳۳°۱۴′۲۷″شمالی ۵۱°۵۳′۲۳″شرقی / ۳۳٫۲۴۰۸°شمالی ۵۱٫۸۸۹۸°شرقی |        | ۲۷۳۲ |
| لارون                     | ۳۳°۰۳′۱۶″شمالی ۵۲°۱۷′۴۶″شرقی / ۳۳٫۰۵۴۴°شمالی ۵۲٫۲۹۶۰°شرقی |        | ۲۷۳۳ |
| لازرشکی                   | ۳۳°۰۳′۵۶″شمالی ۵۲°۱۹′۲۱″شرقی / ۳۳٫۰۶۵۵°شمالی ۵۲٫۳۲۲۵°شرقی |        | ۲۷۳۴ |
| لازرقو                    | ۳۳°۱۰′۰۹″شمالی ۵۲°۲۱′۴۹″شرقی / ۳۳٫۱۶۹۳°شمالی ۵۲٫۳۶۳۶°شرقی |        | ۲۷۳۵ |
| لاسفید                    | ۳۳°۰۰′۵۰″شمالی ۵۲°۰۹′۴۰″شرقی / ۳۳٫۰۱۴۰°شمالی ۵۲٫۱۶۱۲°شرقی |        | ۲۷۳۶ |
| لاسفید                    | ۳۳°۰۱′۱۰″شمالی ۵۲°۱۲′۴۱″شرقی / ۳۳٫۰۱۹۴°شمالی ۵۲٫۲۱۱۵°شرقی |        | ۲۷۳۷ |
| لاسفید                    | ۳۳°۰۱′۳۵″شمالی ۵۲°۲۰′۴۲″شرقی / ۳۳٫۰۲۶۵°شمالی ۵۲٫۳۴۴۹°شرقی |        | ۲۷۳۸ |
| لاسفید                    | ۳۳°۰۱′۱۳″شمالی ۵۲°۱۹′۵۴″شرقی / ۳۳٫۰۲۰۳°شمالی ۵۲٫۳۳۱۸°شرقی |        | ۲۷۳۹ |
| لاسیاه                    | ۳۲°۵۸′۵۷″شمالی ۵۲°۲۴′۱۴″شرقی / ۳۲٫۹۸۲۴°شمالی ۵۲٫۴۰۳۹°شرقی |        | ۲۷۴۰ |
| لاشرع                     | ۳۳°۰۵′۰۳″شمالی ۵۲°۲۵′۵۸″شرقی / ۳۳٫۰۸۴۳°شمالی ۵۲٫۴۳۲۹°شرقی |        | ۲۷۴۱ |
| لاظلمات                   | ۳۲°۵۸′۵۲″شمالی ۵۲°۲۳′۱۶″شرقی / ۳۲٫۹۸۱۲°شمالی ۵۲٫۳۸۷۷°شرقی |        | ۲۷۴۲ |
| لافرح                     | ۳۳°۱۰′۳۴″شمالی ۵۲°۱۹′۴۸″شرقی / ۳۳٫۱۷۶۱°شمالی ۵۲٫۳۳۰۱°شرقی |        | ۲۷۴۳ |
| لاکنده                    | ۳۳°۰۱′۱۲″شمالی ۵۲°۲۲′۴۹″شرقی / ۳۳٫۰۱۹۹°شمالی ۵۲٫۳۸۰۲°شرقی |        | ۲۷۴۴ |
| لاگنجه                    | ۳۳°۱۶′۰۷″شمالی ۵۱°۵۹′۲۸″شرقی / ۳۳٫۲۶۸۵°شمالی ۵۱٫۹۹۱۲°شرقی |        | ۲۷۴۵ |
| لامار                     | ۳۳°۰۲′۵۹″شمالی ۵۲°۰۲′۰۵″شرقی / ۳۳٫۰۴۹۷°شمالی ۵۲٫۰۳۴۶°شرقی |        | ۲۷۴۶ |
| لامار                     | ۳۳°۰۲′۳۳″شمالی ۵۲°۰۲′۳۰″شرقی / ۳۳٫۰۴۲۵°شمالی ۵۲٫۰۴۱۶°شرقی |        | ۲۷۴۷ |
| لامارچی                   | ۳۳°۰۱′۲۲″شمالی ۵۲°۰۲′۳۲″شرقی / ۳۳٫۰۲۲۹°شمالی ۵۲٫۰۴۲۲°شرقی |        | ۲۷۴۸ |
| لای پیروزه                | ۳۳°۲۰′۰۵″شمالی ۵۲°۲۹′۱۹″شرقی / ۳۳٫۳۳۴۷°شمالی ۵۲٫۴۸۸۶°شرقی |        | ۲۷۴۹ |
| لای رز                    | ۳۳°۰۹′۱۷″شمالی ۵۲°۲۱′۵۴″شرقی / ۳۳٫۱۵۴۶°شمالی ۵۲٫۳۶۵۱°شرقی |        | ۲۷۵۰ |
| لای گزین                  | ۳۳°۰۹′۲۰″شمالی ۵۲°۲۰′۲۸″شرقی / ۳۳٫۱۵۵۶°شمالی ۵۲٫۳۴۱۰°شرقی |        | ۲۷۵۱ |
| لای لوقین                 | ۳۳°۰۶′۵۸″شمالی ۵۲°۲۱′۲۲″شرقی / ۳۳٫۱۱۶۱°شمالی ۵۲٫۳۵۶۲°شرقی |        | ۲۷۵۲ |
| لجاری                     | ۳۲°۵۸′۲۰″شمالی ۵۲°۲۷′۰۸″شرقی / ۳۲٫۹۷۲۳°شمالی ۵۲٫۴۵۲۱°شرقی |        | ۲۷۵۳ |
| لخر                       | ۳۳°۱۲′۲۰″شمالی ۵۲°۰۱′۴۲″شرقی / ۳۳٫۲۰۵۶°شمالی ۵۲٫۰۲۸۲°شرقی |        | ۲۷۵۴ |
| لکو                       | ۳۳°۵۵′۳۳″شمالی ۵۳°۰۳′۰۴″شرقی / ۳۳٫۹۲۵۷°شمالی ۵۳٫۰۵۱۰°شرقی |        | ۲۷۵۵ |
| لکو                       | ۳۳°۵۵′۱۷″شمالی ۵۳°۰۲′۳۹″شرقی / ۳۳٫۹۲۱۳°شمالی ۵۳٫۰۴۴۱°شرقی |        | ۲۷۵۶ |
| لمومر                     | ۳۳°۱۰′۳۹″شمالی ۵۲°۲۲′۳۰″شرقی / ۳۳٫۱۷۷۴°شمالی ۵۲٫۳۷۵۰°شرقی |        | ۲۷۵۷ |
| لوچاه                     | ۳۳°۱۸′۱۹″شمالی ۵۲°۳۲′۰۷″شرقی / ۳۳٫۳۰۵۲°شمالی ۵۲٫۵۳۵۳°شرقی |        | ۲۷۵۸ |
| لوچاه                     | ۳۳°۱۸′۴۹″شمالی ۵۲°۳۲′۰۰″شرقی / ۳۳٫۳۱۳۵°شمالی ۵۲٫۵۳۳۲°شرقی |        | ۲۷۵۹ |
| لوکولی                    | ۳۳°۰۱′۰۸″شمالی ۵۲°۲۷′۳۴″شرقی / ۳۳٫۰۱۹۰°شمالی ۵۲٫۴۵۹۵°شرقی |        | ۲۷۶۰ |
| لولو                      | ۳۳°۰۵′۰۳″شمالی ۵۲°۲۱′۰۷″شرقی / ۳۳٫۰۸۴۱°شمالی ۵۲٫۳۵۲۰°شرقی |        | ۲۷۶۱ |
| محکمه                     | ۳۲°۵۸′۱۵″شمالی ۵۲°۰۵′۴۲″شرقی / ۳۲٫۹۷۰۹°شمالی ۵۲٫۰۹۴۹°شرقی |        | ۲۷۶۲ |
| مرغ                       | ۳۲°۵۴′۴۴″شمالی ۵۲°۲۸′۵۹″شرقی / ۳۲٫۹۱۲۳°شمالی ۵۲٫۴۸۳۰°شرقی |        | ۲۷۶۳ |
| مسلمی                     | ۳۲°۵۸′۲۴″شمالی ۵۲°۳۰′۳۸″شرقی / ۳۲٫۹۷۳۲°شمالی ۵۲٫۵۱۰۶°شرقی |        | ۲۷۶۴ |
| مشگنه                     | ۳۳°۱۹′۰۵″شمالی ۵۲°۰۹′۴۵″شرقی / ۳۳٫۳۱۸۰°شمالی ۵۲٫۱۶۲۶°شرقی |        | ۲۷۶۵ |
| ملاشدار                   | ۳۳°۱۶′۴۱″شمالی ۵۲°۱۴′۲۸″شرقی / ۳۳٫۲۷۸۰°شمالی ۵۲٫۲۴۱۲°شرقی |        | ۲۷۶۶ |
| مله                       | ۳۳°۱۴′۵۱″شمالی ۵۲°۰۶′۰۶″شرقی / ۳۳٫۲۴۷۵°شمالی ۵۲٫۱۰۱۶°شرقی |        | ۲۷۶۷ |
| مله                       | ۳۳°۱۵′۳۶″شمالی ۵۲°۱۱′۰۷″شرقی / ۳۳٫۲۶۰۰°شمالی ۵۲٫۱۸۵۴°شرقی |        | ۲۷۶۸ |
| مهدیه                     | ۳۳°۵۲′۴۸″شمالی ۵۲°۵۸′۰۲″شرقی / ۳۳٫۸۸۰۱°شمالی ۵۲٫۹۶۷۱°شرقی |        | ۲۷۶۹ |
| میل چاه شکر               | ۳۳°۰۷′۴۶″شمالی ۵۲°۵۰′۲۵″شرقی / ۳۳٫۱۲۹۴°شمالی ۵۲٫۸۴۰۴°شرقی |        | ۲۷۷۰ |
| میل سفیدو                 | ۳۳°۱۸′۵۰″شمالی ۵۲°۳۰′۳۷″شرقی / ۳۳٫۳۱۴۰°شمالی ۵۲٫۵۱۰۲°شرقی |        | ۲۷۷۱ |
| میل کلیم                  | ۳۳°۱۱′۲۷″شمالی ۵۲°۱۸′۴۰″شرقی / ۳۳٫۱۹۰۹°شمالی ۵۲٫۳۱۱۱°شرقی |        | ۲۷۷۲ |
| میل کندو                  | ۳۳°۰۴′۴۸″شمالی ۵۲°۱۸′۵۹″شرقی / ۳۳٫۰۷۹۹°شمالی ۵۲٫۳۱۶۵°شرقی |        | ۲۷۷۳ |
| میل گردو                  | ۳۳°۰۵′۰۱″شمالی ۵۲°۱۷′۴۵″شرقی / ۳۳٫۰۸۳۶°شمالی ۵۲٫۲۹۵۷°شرقی |        | ۲۷۷۴ |
| میله گچ                   | ۳۳°۱۱′۲۷″شمالی ۵۲°۲۲′۳۳″شرقی / ۳۳٫۱۹۰۹°شمالی ۵۲٫۳۷۵۷°شرقی |        | ۲۷۷۵ |
| میله‌ها                    | ۳۳°۰۹′۳۳″شمالی ۵۲°۱۲′۰۲″شرقی / ۳۳٫۱۵۹۳°شمالی ۵۲٫۲۰۰۵°شرقی |        | ۲۷۷۶ |
| ناق لاسیر                 | ۳۳°۰۹′۴۵″شمالی ۵۲°۲۰′۲۱″شرقی / ۳۳٫۱۶۲۶°شمالی ۵۲٫۳۳۹۲°شرقی |        | ۲۷۷۷ |
| نای چولو                  | ۳۳°۰۷′۰۷″شمالی ۵۲°۲۲′۰۲″شرقی / ۳۳٫۱۱۸۶°شمالی ۵۲٫۳۶۷۲°شرقی |        | ۲۷۷۸ |
| نره سفید                  | ۳۳°۰۷′۳۵″شمالی ۵۲°۳۲′۰۰″شرقی / ۳۳٫۱۲۶۳°شمالی ۵۲٫۵۳۳۴°شرقی |        | ۲۷۷۹ |
| نره سفید                  | ۳۳°۰۸′۱۳″شمالی ۵۲°۳۰′۱۶″شرقی / ۳۳٫۱۳۷۰°شمالی ۵۲٫۵۰۴۵°شرقی |        | ۲۷۸۰ |
| نره سفید                  | ۳۳°۰۶′۵۲″شمالی ۵۲°۳۰′۵۷″شرقی / ۳۳٫۱۱۴۴°شمالی ۵۲٫۵۱۵۸°شرقی |        | ۲۷۸۱ |
| نره سیاه                  | ۳۳°۰۸′۴۳″شمالی ۵۲°۳۲′۲۷″شرقی / ۳۳٫۱۴۵۳°شمالی ۵۲٫۵۴۰۷°شرقی |        | ۲۷۸۲ |
| نروناوند                  | ۳۳°۰۹′۰۳″شمالی ۵۱°۵۵′۵۲″شرقی / ۳۳٫۱۵۰۹°شمالی ۵۱٫۹۳۱۱°شرقی |        | ۲۷۸۳ |
| نسارنارک                  | ۳۲°۵۹′۱۶″شمالی ۵۲°۰۴′۰۰″شرقی / ۳۲٫۹۸۷۷°شمالی ۵۲٫۰۶۶۶°شرقی |        | ۲۷۸۴ |
| نشخول                     | ۳۳°۱۳′۲۳″شمالی ۵۱°۵۵′۱۷″شرقی / ۳۳٫۲۲۳۰°شمالی ۵۱٫۹۲۱۴°شرقی |        | ۲۷۸۵ |
| نقره ای                   | ۳۲°۵۵′۰۱″شمالی ۵۲°۳۶′۴۶″شرقی / ۳۲٫۹۱۷۰°شمالی ۵۲٫۶۱۲۸°شرقی |        | ۲۷۸۶ |
| نوقمبه                    | ۳۳°۱۰′۲۹″شمالی ۵۲°۱۶′۲۳″شرقی / ۳۳٫۱۷۴۶°شمالی ۵۲٫۲۷۳۰°شرقی |        | ۲۷۸۷ |
| هادی                      | ۳۳°۰۳′۴۳″شمالی ۵۲°۱۴′۲۰″شرقی / ۳۳٫۰۶۲۰°شمالی ۵۲٫۲۳۸۹°شرقی |        | ۲۷۸۸ |
| هشتپاره                   | ۳۳°۱۷′۲۱″شمالی ۵۲°۱۵′۲۴″شرقی / ۳۳٫۲۸۹۱°شمالی ۵۲٫۲۵۶۸°شرقی |        | ۲۷۸۹ |
| هلوبزرگ                   | ۳۳°۰۲′۳۷″شمالی ۵۲°۳۲′۴۵″شرقی / ۳۳٫۰۴۳۷°شمالی ۵۲٫۵۴۵۹°شرقی |        | ۲۷۹۰ |
| هلوکوچک                   | ۳۳°۰۲′۲۸″شمالی ۵۲°۳۱′۳۲″شرقی / ۳۳٫۰۴۱۲°شمالی ۵۲٫۵۲۵۵°شرقی |        | ۲۷۹۱ |
| هو                        | ۳۳°۱۳′۵۴″شمالی ۵۲°۳۸′۴۶″شرقی / ۳۳٫۲۳۱۷°شمالی ۵۲٫۶۴۶۲°شرقی |        | ۲۷۹۲ |
| واریون                    | ۳۳°۱۴′۴۵″شمالی ۵۲°۱۲′۲۲″شرقی / ۳۳٫۲۴۵۹°شمالی ۵۲٫۲۰۶۲°شرقی |        | ۲۷۹۳ |
| وجاره                     | ۳۳°۰۵′۴۰″شمالی ۵۱°۵۷′۱۴″شرقی / ۳۳٫۰۹۴۵°شمالی ۵۱٫۹۵۳۸°شرقی |        | ۲۷۹۴ |
| ورزرد                     | ۳۲°۵۹′۴۰″شمالی ۵۲°۰۸′۰۳″شرقی / ۳۲٫۹۹۴۴°شمالی ۵۲٫۱۳۴۱°شرقی |        | ۲۷۹۵ |
| ورگریه                    | ۳۳°۱۳′۳۳″شمالی ۵۲°۳۴′۴۵″شرقی / ۳۳٫۲۲۵۷°شمالی ۵۲٫۵۷۹۳°شرقی |        | ۲۷۹۶ |
| ورگریه                    | ۳۳°۱۳′۲۴″شمالی ۵۲°۳۲′۴۳″شرقی / ۳۳٫۲۲۳۳°شمالی ۵۲٫۵۴۵۳°شرقی |        | ۲۷۹۷ |
| ورگریه                    | ۳۳°۱۵′۲۱″شمالی ۵۲°۳۲′۴۸″شرقی / ۳۳٫۲۵۵۹°شمالی ۵۲٫۵۴۶۸°شرقی |        | ۲۷۹۸ |
| وزرا                      | ۳۳°۱۵′۲۷″شمالی ۵۲°۲۹′۳۹″شرقی / ۳۳٫۲۵۷۶°شمالی ۵۲٫۴۹۴۳°شرقی |        | ۲۷۹۹ |
| یزدون                     | ۳۳°۱۴′۳۳″شمالی ۵۲°۰۰′۴۹″شرقی / ۳۳٫۲۴۲۶°شمالی ۵۲٫۰۱۳۷°شرقی |        | ۲۸۰۰ |
| یزدون                     | ۳۳°۱۵′۰۶″شمالی ۵۲°۰۱′۳۵″شرقی / ۳۳٫۲۵۱۶°شمالی ۵۲٫۰۲۶۳°شرقی |        | ۲۸۰۱ |
| یل پو                     | ۳۳°۱۹′۱۷″شمالی ۵۲°۳۰′۵۱″شرقی / ۳۳٫۳۲۱۵°شمالی ۵۲٫۵۱۴۲°شرقی |        | ۲۸۰۲ |

## عکس

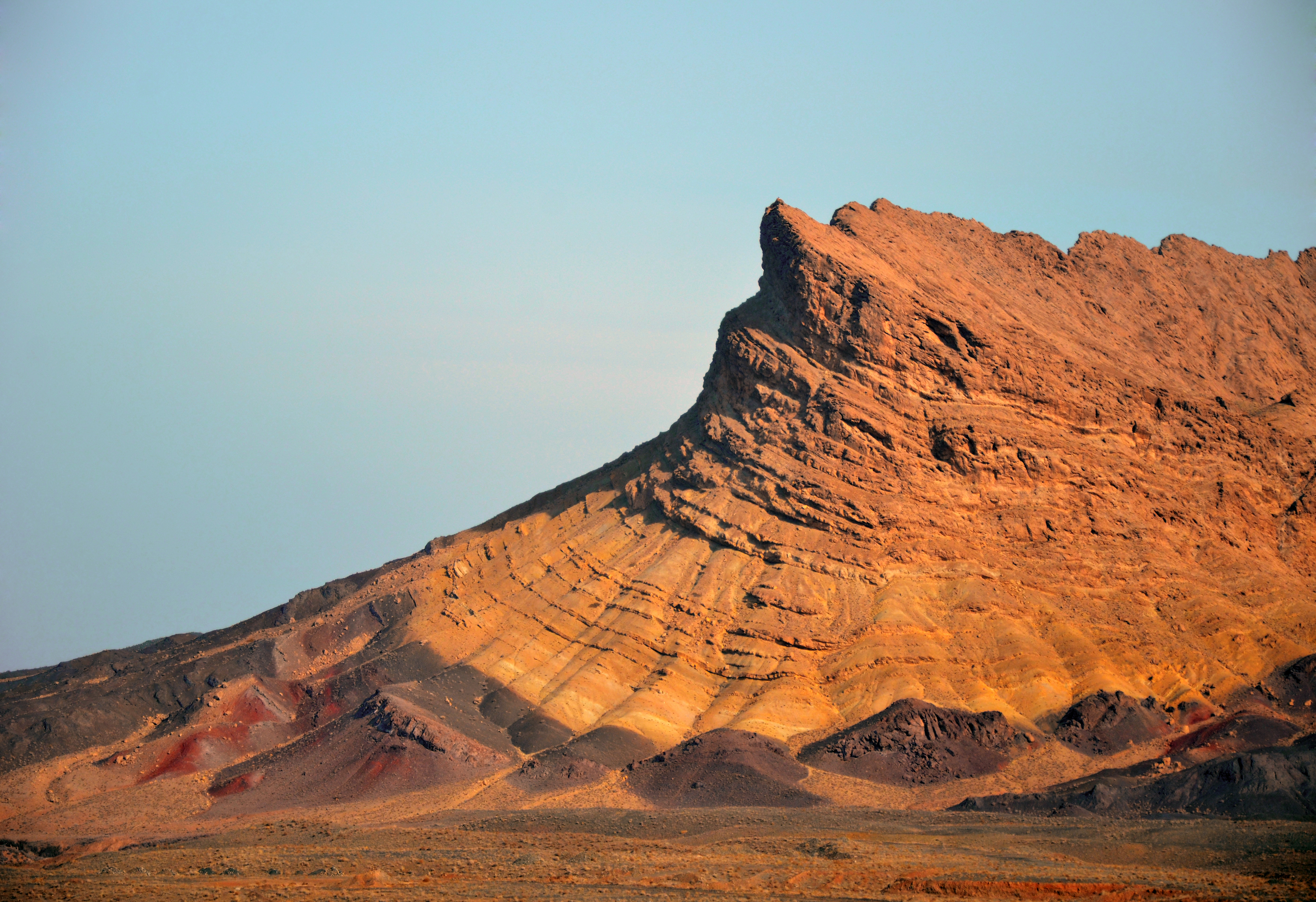
چلوک ۲۴ آذر ۱۳۹۰